# Bayeux
Pour l’article ayant un titre homophone, voir Bailleux.
Cet article possède un paronyme, voir Bayas.
Cet article concerne la ville normande. Pour les autres significations, voir Bayeux (homonymie).
Bayeux [bajø] est une commune française et une des trois sous-préfectures du département du Calvados et de la région Normandie, peuplée de 12 754 habitants.
Siège d'évêché depuis le IVe siècle et sous-préfecture du Calvados, Bayeux est célèbre pour sa tapisserie retraçant, sous forme de broderie, la conquête de l'Angleterre par Guillaume le Conquérant, exposée au Centre Guillaume-le-Conquérant et inscrite depuis 2007 au registre Mémoire du monde de l'Unesco.
Capitale du Bessin, située à quelques kilomètres des plages du Débarquement, Bayeux a été la première ville que l'opération Overlord a libérée et une des rares en Normandie à être restée intacte après les combats, conservant ainsi un riche patrimoine architectural et culturel.

## Géographie

### Localisation
Bayeux est distante de sept kilomètres des côtes de la Manche (plages du Débarquement) et à 30 kilomètres à l'ouest de Caen. La ville, située entre 32 et 67 mètres d'altitude pour une moyenne de 46 mètres, est traversée par l'Aure. Bayeux est située sur les axes routier (RN 13) et ferroviaire Paris - Caen - Cherbourg. Elle est la capitale du pays du Bessin au nord-ouest du Calvados.

### Communes limitrophes
| Vaux-sur-Aure, Vaucelles | Vaux-sur-Aure              | Saint-Vigor-le-Grand     |
| Vaucelles                | Bayeux                     | Saint-Vigor-le-Grand     |
| Saint-Loup-Hors          | Guéron, Monceaux-en-Bessin | Saint-Martin-des-Entrées |

### Géologie

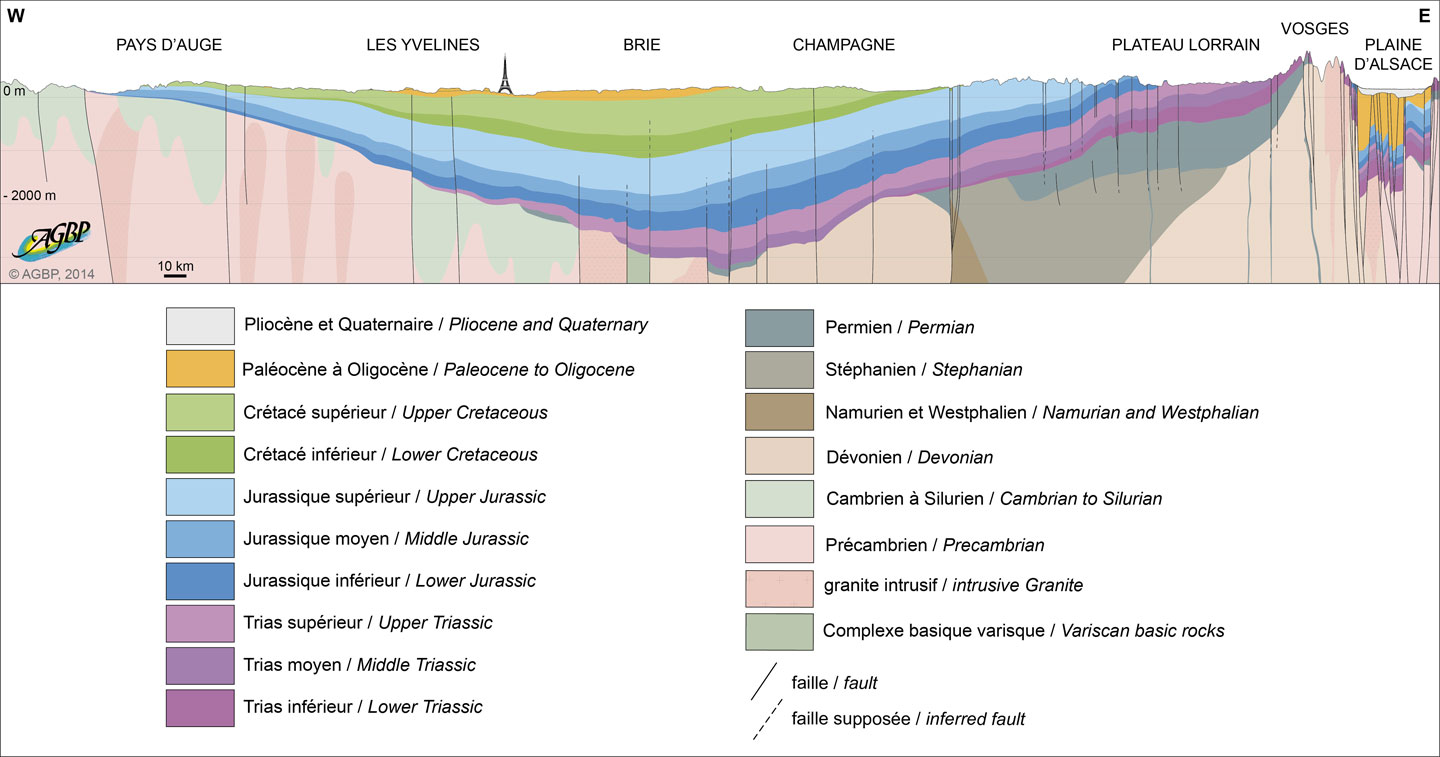
Coupe géologique détaillée montrant la couverture sédimentaire du Bassin parisien.

Sur le bâti ancien du Massif armoricain, la région du Bessin et de la Plaine de Caen se comportent « durant le Mésozoïque comme une bordure soumise aux variations du niveau marin qu'elles soient d'origines épirogéniques ou eustatiques. Après un premier comblement des points bas durant le Trias, la conquête de la mer jurassique, vers le Sud et l'Ouest, s'affirme petit à petit, au cours de trois grands cycles de transgression de plus en plus large. Tout d'abord, durant le Lias, puis au Bajocien, enfin au cours du Bathonien. Les formations déposées sont essentiellement calcaires dans la Campagne de Caen et plus argileuses dans le Bessin. De nombreux niveaux fossilifères, dont l'épaisseur n'excède parfois pas plus d'un mètre, peuvent se retrouver avec une grande continuité ».
|                                                     |
| Carte géologique des régions environnant la Manche. |

|                                                                             |
| La dislocation de la Pangée oriente l'évolution géodynamique du mésozoïque. |

### Hydrographie
La commune est située dans le bassin Seine-Normandie. Elle est drainée par l'Aure, le cours d'eau 01 du Château de Bellefontaine et un autre petit cours d'eau,.
L'Aure, d'une longueur de 82 km, prend sa source dans la commune de Caumont-sur-Aure et se jette  dans la Vire en limite d'Osmanville, Isigny-sur-Mer et Carentan-les-Marais, après avoir traversé 26 communes. 

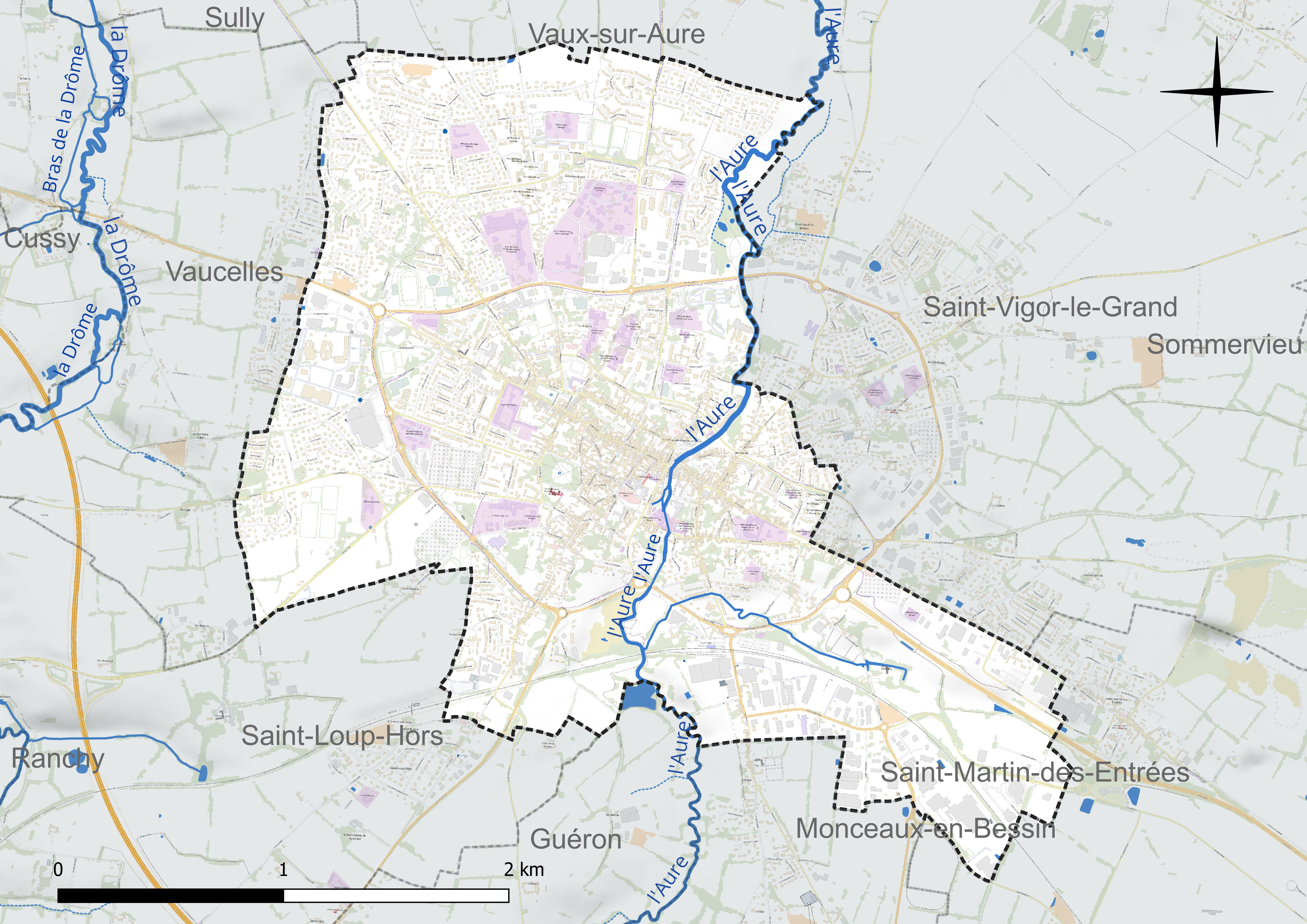
Réseau hydrographique de Bayeux.

### Climat
Pour des articles plus généraux, voir Climat de la Normandie et Climat du Calvados.
En 2010, le climat de la commune est de type climat océanique franc, selon une étude du CNRS s'appuyant sur une série de données couvrant la période 1971-2000. En 2020, Météo-France publie une typologie des climats de la France métropolitaine dans laquelle la commune est exposée à un climat océanique et est dans la région climatique Normandie (Cotentin, Orne), caractérisée par une pluviométrie relativement élevée (850 mm/a) et un été frais (15,5 °C) et venté. Parallèlement le GIEC normand, un groupe régional d'experts sur le climat, différencie quant à lui, dans une étude de 2020, trois grands types de climats pour la région Normandie, nuancés à une échelle plus fine par les facteurs géographiques locaux. La commune est, selon ce zonage, exposée à un « climat des plateaux abrités », correspondant à la plaine agricole de Caen à Falaise, sous le vent des collines de Normandie et proche de la mer, se caractérisant par une pluviométrie et des contraintes thermiques modérées.
Pour la période 1971-2000, la température annuelle moyenne est de 10,9 °C, avec une amplitude thermique annuelle de 11,4 °C. Le cumul annuel moyen de précipitations est de 754 mm, avec 13,4 jours de précipitations en janvier et 6,9 jours en juillet. Pour la période 1991-2020, la température moyenne annuelle observée sur la station météorologique la plus proche, située sur la commune de Balleroy-sur-Drôme à 15 km à vol d'oiseau, est de 11,2 °C et le cumul annuel moyen de précipitations est de 924,3 mm,. Pour l'avenir, les paramètres climatiques de la commune estimés pour 2050 selon différents scénarios d'émission de gaz à effet de serre sont consultables sur un site dédié publié par Météo-France en novembre 2022.

## Urbanisme

### Typologie
Au 1er janvier 2024, Bayeux est catégorisée centre urbain intermédiaire, selon la nouvelle grille communale de densité à 7 niveaux définie par l'Insee en 2022. Elle appartient à l'unité urbaine de Bayeux, une agglomération intra-départementale dont elle est ville-centre,. Par ailleurs la commune fait partie de l'aire d'attraction de Bayeux, dont elle est la commune-centre,. Cette aire, qui regroupe 29 communes, est catégorisée dans les aires de moins de 50 000 habitants,.

### Occupation des sols
L'occupation des sols de la commune, telle qu'elle ressort de la base de données européenne d'occupation biophysique des sols Corine Land Cover (CLC), est marquée par l'importance des territoires artificialisés (83,2 % en 2018), en augmentation par rapport à 1990 (75,7 %). La répartition détaillée en 2018 est la suivante : zones urbanisées (72,6 %), prairies (10,9 %), zones industrielles ou commerciales et réseaux de communication (10,7 %), terres arables (5,9 %). L'évolution de l'occupation des sols de la commune et de ses infrastructures peut être observée sur les différentes représentations cartographiques du territoire : la carte de Cassini (XVIIIe siècle), la carte d'état-major (1820-1866) et les cartes ou photos aériennes de l'IGN pour la période actuelle (1950 à aujourd'hui).

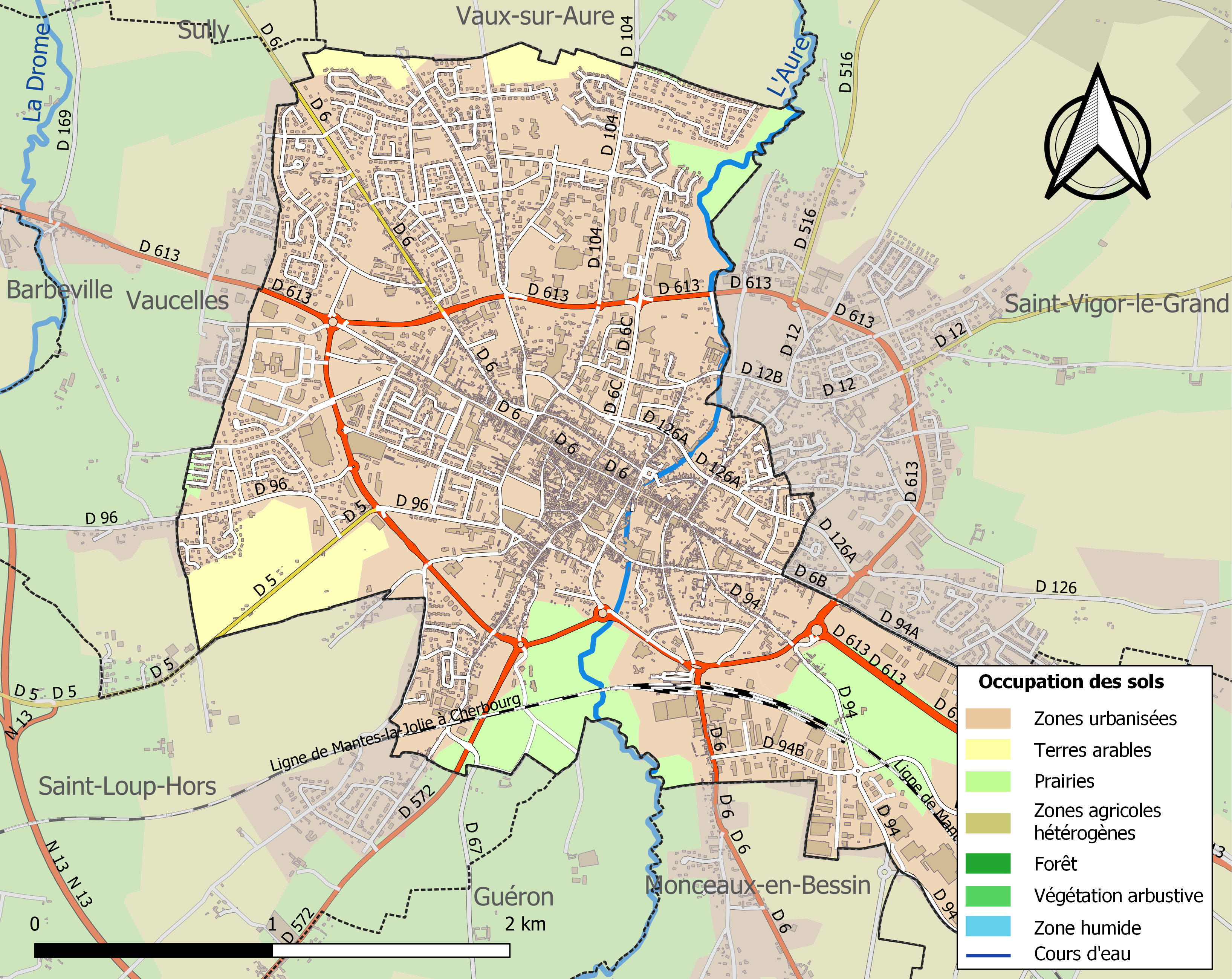
Carte des infrastructures et de l'occupation des sols de la commune en 2018 (CLC).

### Voies de communication et transports

#### Dessertes actuelles
La gare de Bayeux se trouve sur la ligne Paris-Saint-Lazare - Cherbourg et la ligne TER Caen-Rennes.
Le Bybus dessert la ville et les communes de Saint-Martin-des-Entrées et de Saint-Vigor-le-Grand avec la ligne principale, Chojnice / Saint-Martin-des-Entrées et trois dessertes vers les quartiers. Le réseau Bus verts mis en place par le Conseil général permet de se rendre dans les communes voisines (lignes 30, 47, 70, 71, 72, 73, 74, 77). Trois mille places de parking en centre-ville permettent de stationner facilement, la plupart des places étant gratuites. Le By-pass est le périphérique de Bayeux. Un premier tronçon a été construit à la suite du débarquement par les soldats britanniques car les rues du centre étaient trop étroites pour les chars. Le By-pass prolongeait la route nationale 13 jusqu'à l'ouverture de la déviation de Bayeux aux normes autoroutières (voir : Autoroute française A13). Le réseau cyclable est encore très limité mais des aménagements sont prévus.
L'aéroport le plus proche se situe à Caen-Carpiquet (à 21 km) et la liaison maritime vers l'Angleterre, la ligne Caen - Ouistreham - Portsmouth (à 32 km).

#### Histoire des transports
La ville de Bayeux est située sur la ligne ferroviaire Paris - Cherbourg achevée en 1858, inaugurée par Napoléon III.
À partir de 1899, Bayeux est desservie par un chemin de fer d'intérêt local reliant la ville à Port-en-Bessin et à Courseulles-sur-Mer par les chemins de fer du Calvados. La ligne est prolongée vers Balleroy en 1904. Ce réseau est déclassé en 1931 et 1932.
Le premier périphérique construit en France fut celui de Bayeux en 1944. À la suite du débarquement de juin, l'armée britannique cherchait à contourner rapidement le centre ville et bâtit une rocade, le « By-Pass », en trois semaines. Cet équipement est aujourd'hui communément appelé le « bi-pass » par les habitants de la ville et de ses environs.

#### Transport urbain
La ville de Bayeux est desservie par le réseau « ByBus » composé de quatre lignes et exploité par Keolis.

### Logement
Sur les 6 900 logements que compte la commune, il y a 2 800 logements individuels.
Bayeux a une proportion de logements sociaux de 42 % sur son territoire, dont 80 % sont des appartements.

### Parcs et espaces verts
La commune est une ville fleurie ayant obtenu trois fleurs au concours des villes et villages fleuris.
- Le jardin public d'une surface de 2,6 hectares a ouvert en 1864. Le terrain fut donné à la ville par Charlemagne Jean-Delamare (1772-1858) pour y créer un jardin destiné à l'enseignement horticole, mais il fut aménagé en jardin public par Eugène Bühler (1822-1907), à qui l'on doit également l'aménagement du parc de la Tête-d'Or de Lyon. Le jardin botanique a peu changé depuis ce temps. Le parc, l'avenue d'accès sud et les deux pavillons d'entrée sont inscrits, depuis décembre 2007, à l'inventaire des monuments historiques. L'arbre le plus célèbre est le hêtre pleureur, classé monument naturel en 1932 et récipiendaire du label arbre remarquable de France depuis l'an 2000. Ses branches couvrent une surface de 1 250 mètres carrés et sont soutenues par des armatures métalliques.
- La place Charles-de-Gaulle (ancienne place du Château) au cœur de la cité est plantée de cent cinquante tilleuls, classés monuments naturels en 1932, entourant une vaste pelouse où se déroulent de nombreux événements culturels.
- Le platane de la Liberté, place de la Liberté a été planté le 30 mars 1797, par des révolutionnaires (10 germinal an V)[27]. Il est lui aussi classé monument naturel et bénéficie du label arbre remarquable de France.
- Le Mémorial des Reporters, boulevard Fabian-Ware, a été inauguré en 2006, dans le prolongement du prix Bayeux Calvados-Normandie des correspondants de guerre. Il fut conçu par Samuel Craquelin et rend hommage aux journalistes tués dans l'exercice de leur fonction depuis 1944, une nouvelle stèle est donc dévoilée chaque année. Ce jardin blanc est une réalisation conjointe de Reporters sans frontières et de la municipalité de Bayeux.
- Un parcours aménagé permet de suivre les bords de l'Aure sur toute la traversée de la ville, du sud au nord et jusqu'à Vaux-sur-Aure.
- La place de la Gare a été aménagée en 2013[28] en pôle multimodal avec un parvis paysager et un jardin qui ouvre une perspective vers la cathédrale. Le rond-point Guillaume Mercader a été planté et agrémenté de la sculpture Libertad, réalisée en acier par Claude Quiesse.

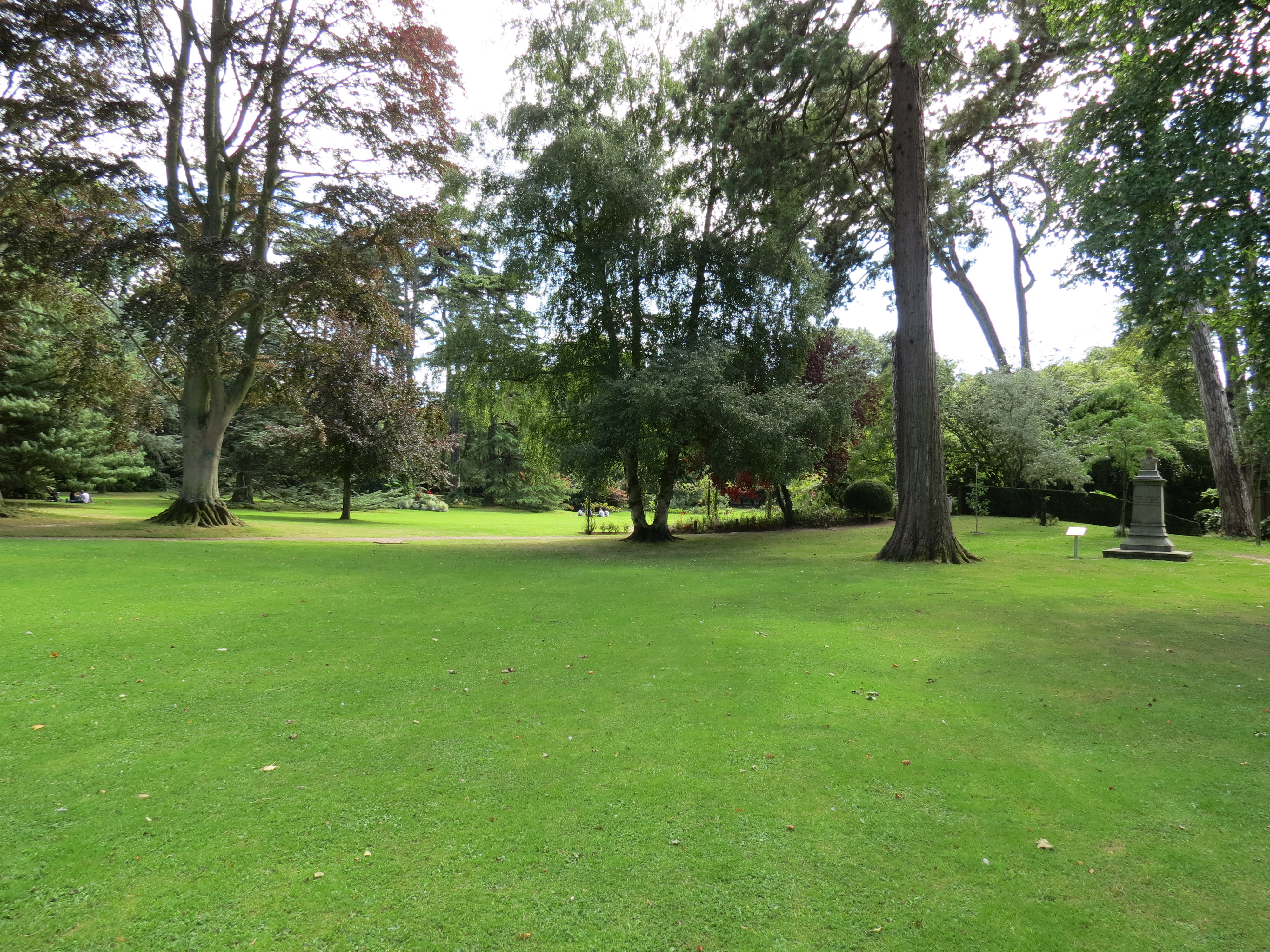
Jardin public de Bayeux.
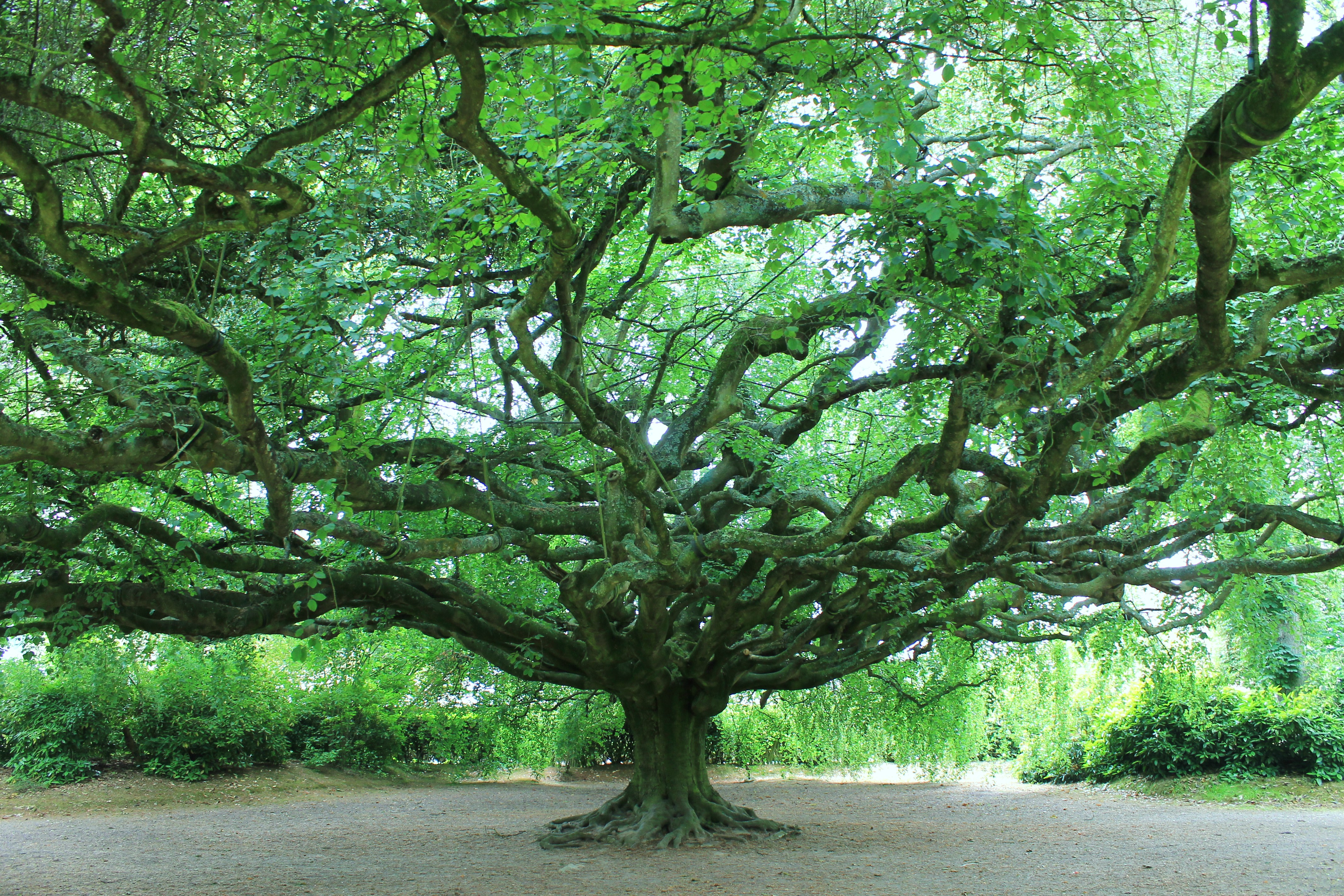
Hêtre pleureur du jardin public.
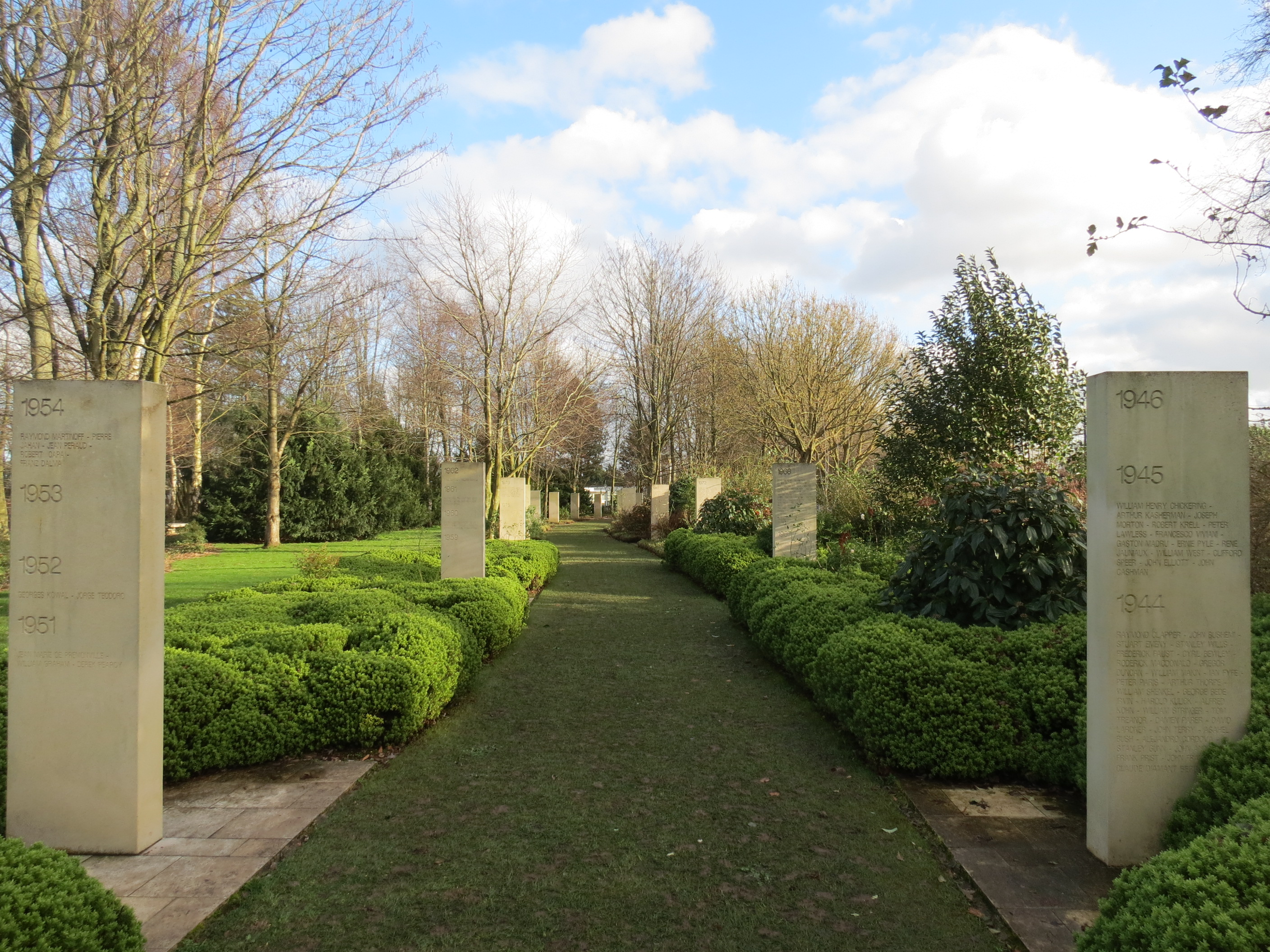
Promenade du Mémorial des reporters.
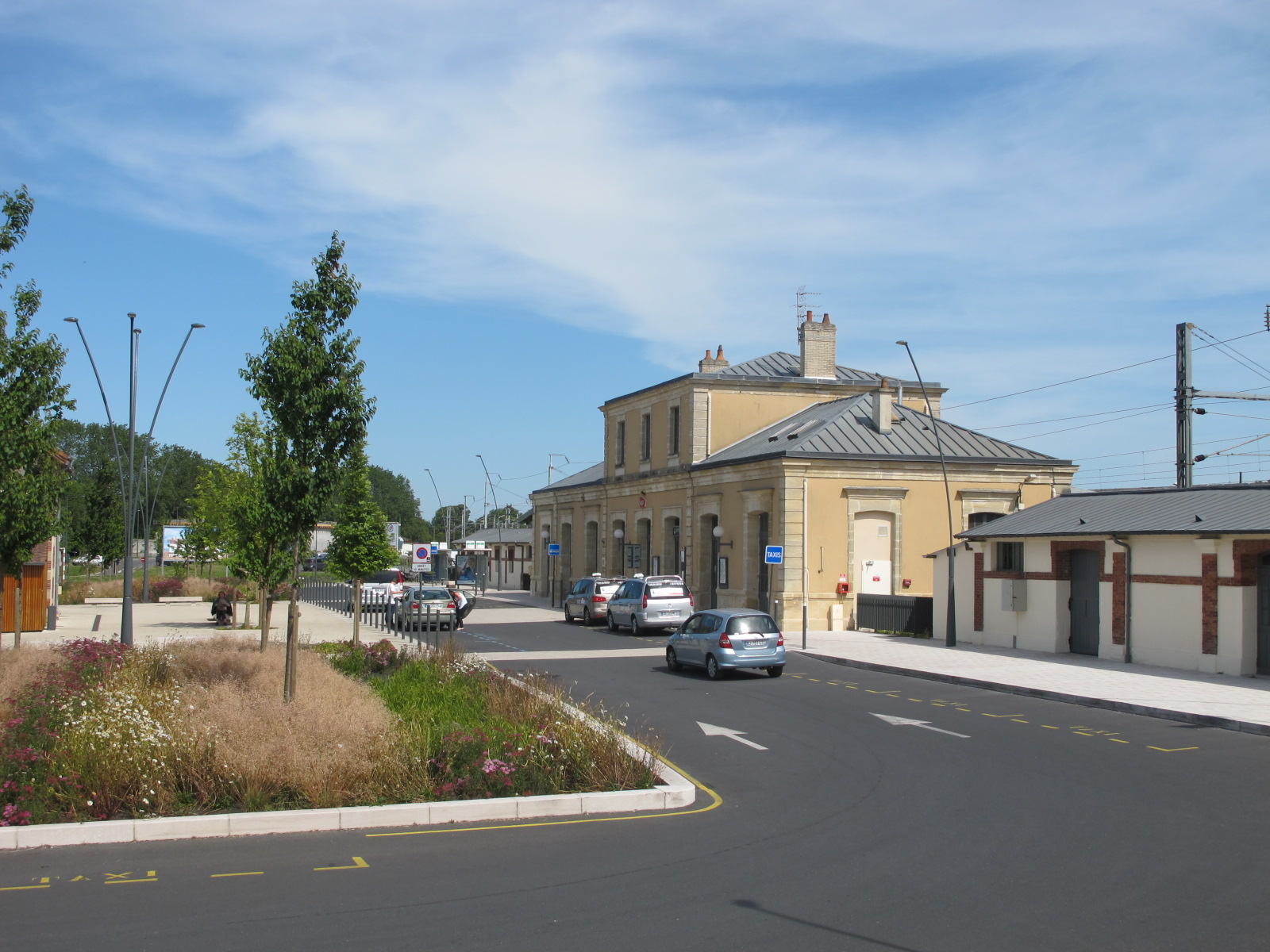
Parvis de la gare de Bayeux.

## Toponymie
Le nom de la localité est attesté sous la forme Augustodurum au Ier siècle av. J.-C., civitas Baiocassium vers 400, Baiocas vers 410, Baieus en 1155.
Chef-lieu de l'ancien peuple gaulois des Badiocassi (voir ce nom), il s'agit du transfert du nom de la tribu au nom de leur cité, selon un processus fréquemment observé au Bas-Empire (cf. Paris, Angers, Limoges, Tours, etc.).
Le gentilé semble distinguer les Bajocasses des Bayeusains selon que les habitants sont respectivement natifs ou non de la localité.

## Histoire

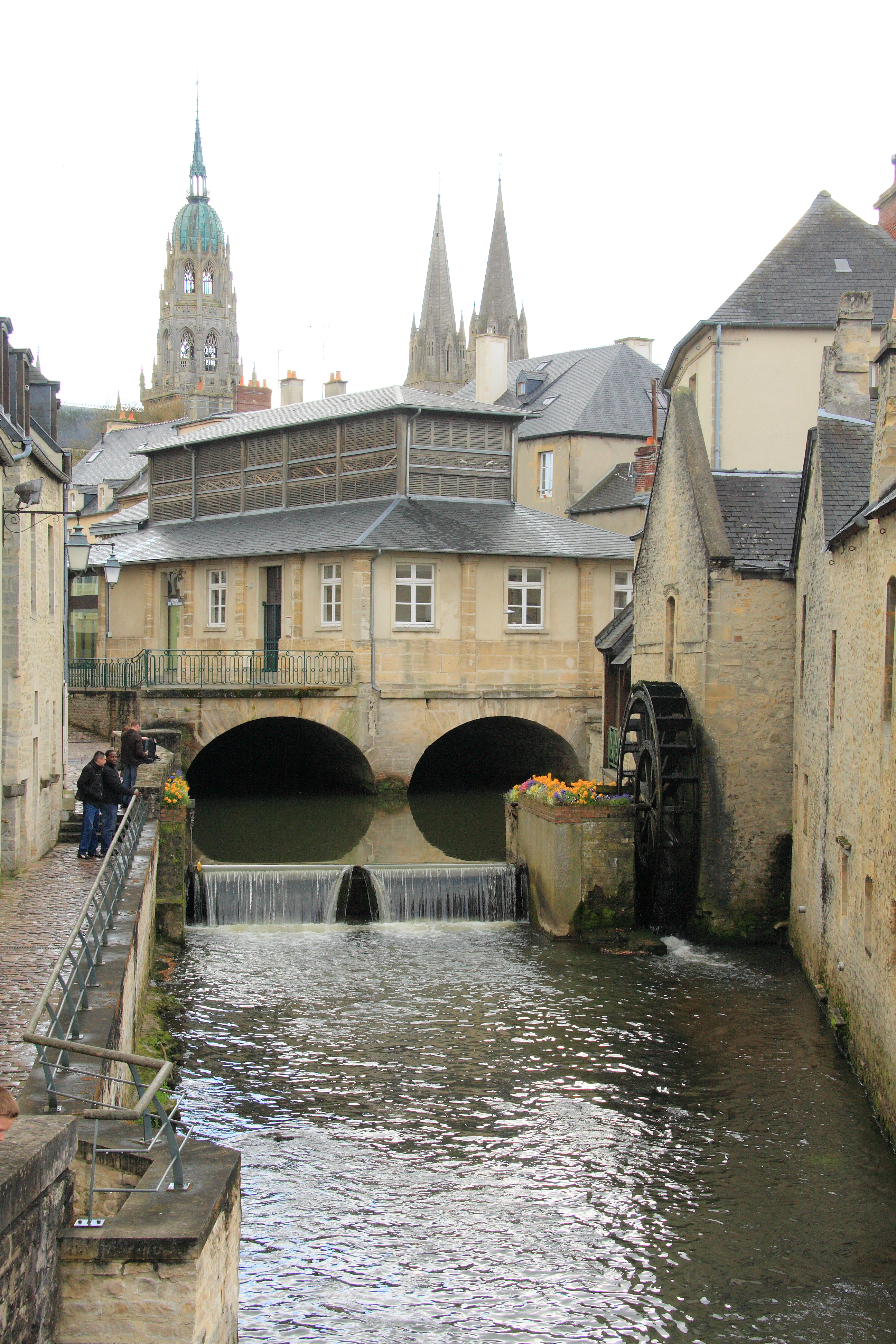
L'Aure.

### Antiquité

#### Époque gallo-romaine (52av. J.-C.à 313)

Plan d'Augustodurum.

Fondée à l'époque gallo-romaine, au Ier siècle av. J.-C. sous le nom d'Augustodurum, Bayeux est la capitale du Bessin autrefois territoire des Bajocasses, peuple de l'ancienne Gaule dont le nom apparaît dans Pline l'Ancien. Mais les preuves d'occupation humaine du territoire sont antérieures comme en témoigne le camp fortifié du cavalier d'Escures à Commes avec ses fortifications dominant la mer d'un côté et la vallée de l'Aure de l'autre. Un autre camp fortifié existait à Castillon d'une surface de trente-cinq hectares. Les historiens n'ont pas de preuves de l'existence d'une ville celte antérieure à l'intégration du Bessin dans l'Empire romain. Bayeux se limitait sans doute à des cabanes disséminées sur les bords de l'Aure et de la Drôme à l'emplacement de Saint-Loup-Hors et aux habitations des druides sur le mont Phaunus, à l'est de la ville, où ils célébraient leur culte. César envahit les Gaules et un de ses lieutenants, Titus Sabinus, entra dans le Bessin et le soumit à la domination romaine.
Les informations que nous possédons sur le Bayeux antique restent succinctes. La ville est citée par Ptolémée, qui vivait sous Antonin le Pieux, sous le nom de Noemagus Biducassium (pour Noviomagos Badiocasso : le nouveau marché des Badiocassi) et a gardé ce nom jusqu'à la domination romaine. Elle a été ensuite désignée sous le nom de Bajocassum. La grande rue actuelle en constituait déjà l'axe principal. Deux bâtiments thermaux, l'un sous l'actuelle église Saint-Laurent, l'autre sous l'ancienne poste, rue Laitière, sont attestés témoignant de l'adoption des coutumes et croyances romaines car on y a trouvé une tête sculptée de Minerve, conservée au musée Baron-Gérard. La mise au jour au XIXe siècle d'énormes blocs sculptés sous la cathédrale faisait pressentir l'existence d'un important édifice romain, ce qu'une campagne de fouilles menée en 1990 sur le bas-côté nord a confirmé. La ville a été bâtie à un carrefour important entre Noviomagus Lexoviorum (Lisieux) et Alauna (Valognes), axe que suit la decumanus maximus, l'actuelle Grand-rue. La ville s'est d'abord développée sur la rive ouest du fleuve, est devenue un centre commercial et artisanal important en Normandie. Sur le mont Phaunus, partagé entre Bayeux et Saint-Vigor-le-Grand, des fouilles archéologiques ont mis au jour des restes de nécropoles. Le mont Phaunus, ancien centre druidique, a fortement contribué à la construction de l'identité religieuse de la ville.

#### Antiquité tardive (313 à 496)
La cité s'entoure à la fin du IIIe siècle d'une enceinte quadrangulaire — castra de 450 × 350 mètres —, qui sera détruite au XVIIIe siècle, pour se protéger des invasions (rue des Chanoines). La cathédrale occupait l'angle sud-est. Le château médiéval, à l'emplacement de la place De Gaulle, était à l'angle sud-ouest. Au fond des jardins des rues Bourbesneur au sud (dans le fond de la cour de l'hôtel du Gouverneur) et Saint-Malo au nord, subsistent quelques pans de la fortification. Bayeux était alors une des cités les plus importantes de la Seconde Lyonnaise qui deviendra la Normandie. Elle était l'un des points forts du Litus Saxonicum, le système de défense côtier du Bas-Empire romain contre les pirates saxons et frisons. Une garnison romaine de lètes bataves y est attestée dans la notitia dignitatum. Les historiens situent le martyre de saint Floxel sous Maximin le Thrace vers 235-238 sur le mont Phaunus. Bayeux devient un évêché vers 360 avec saint Exupère, son premier évêque, qui y aurait impulsé le premier élan de l'évangélisation. Saint Vigor, évêque de Bayeux, y terrassa un dragon et créa un monastère. Au IVe siècle, après la déliquescence de Rome, des groupes de saxons originaires de Basse-Saxe parviennent à s'implanter dans la région de Bayeux qu'ils détruisirent ; la région est alors appelée Otlinga saxonia. À la fin du VIe siècle, la population est christianisée, la ville prospère et devient un centre religieux. Au Ve siècle, avec la chute de l'Empire romain d'Occident, Bayeux est rattachée à la Neustrie, les évêques, parfois issus de la famille royale comme Hugues, le neveu de Charles Martel, augmentent leur pouvoir.
Durant l'époque carolingienne, Bayeux possède un important atelier monétaire d'où sortent des deniers d'argent. Curieusement, les États pontificaux créeront quelques siècles plus tard une monnaie de cuivre appelée baiocco en souvenir de cette pratique impériale.

### Moyen Âge
En 847, les Bretons de Nominoë, en rébellion contre l'autorité franque et leur roi Charles le Chauve, poussent leurs incursions jusqu'aux environs de Bayeux.

#### Période normande
En 890, Rollon, à la tête des Normands de Basse Seine, mène une expédition contre le comte de Bayeux Bérenger II de Neustrie,. On suppose que Poppa, épouse « more danico » de Rollon, est sa fille.
Bayeux est reconstruite au début du Xe siècle, sous le règne de Bothon, compagnon de route de Rollon et comte du Bessin. En 846, les Bretons mènent un raid contre la ville et parviennent probablement à annexer dans la foulée l'Avranchin.
Au XIe siècle, cinq bourgs se créent à l'extérieur de l'enceinte, essentiellement au nord et à l'est, traduisant le développement de la ville pendant la période ducale. Lors de la minorité du duc Richard Ier de Normandie, une forte troupe avec des hommes d'armes du Cotentin, s'opposant à la mainmise sur la Normandie par le roi de France, s'étaient emparé de la place. Le duc Hugues vassal du roi mit le siège devant Bayeux,. Sous l'impulsion de l'évêque Hugues II et de son successeur, Odon de Conteville, demi-frère de Guillaume le Conquérant, la ville s'enrichit d'une nouvelle cathédrale, dédicacée en 1077. C'est pourtant à cette période que la ville perd de son influence. Guillaume le Conquérant décidant en 1050 d'installer la capitale de son duché à Caen. On peut voir sur la scène 22 de la tapisserie de Bayeux une représentation de la ville forte de Bayeux.

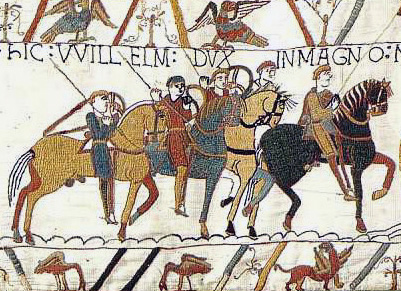
Extrait de la tapisserie de Bayeux.

Le 30 avril 1105, le roi d'Angleterre Henri Beauclerc, après avoir débarqué à Barfleur afin de conquérir le duché de Normandie possession de son frère Robert Courteheuse, se présente devant Bayeux. La ville, défendue par Gounier d'Aunay, partisan fidèle de Robert Courteheuse, est prise d'assaut le 5 mai 1105 et incendiée pour montrer l'exemple aux autres villes de Normandie.
Centre drapier normand, la cité épiscopale connaît un essor important au XIe siècle grâce à cette industrie textile. La ville intègre une vaste population d'éleveurs de moutons et une main-d'œuvre qualifiée travaillant la laine (teinturiers, fileurs, tisserands), exportant par la Manche et vers la Méditerranée des produits réputés. Elle est assez riche pour acheter une charte communale à Richard Cœur de Lion.

#### Sous les rois de France
L'annexion de la Normandie au domaine royal capétien en 1204 renforce l'importance politique et économique de la ville. Bayeux compte alors une vingtaine d'églises paroissiales ou chapelles. 

##### Guerre de Cent Ans
Entre le début du XIIe siècle et la fin de la guerre de Cent Ans, Bayeux souffre à plusieurs reprises de pillages, notamment en 1356, où la ville est incendiée par Philippe III de Navarre, père de Charles le Mauvais. Restée à peu près intacte jusqu'en 1417 contrairement à d'autres villes normandes comme Avranches ou Caen, après le siège et la prise de Caen par le roi d'Angleterre Henri V, la ville ouvre ses portes aux Anglais qui s'en emparent et la saccagent pendant de longues années en la forçant à se soumettre à « leur » roi. 
Alors que la Normandie est en passe d'être reconquise par Charles VII, le 15 mars 1450, Thomas Kyriell débarque à Cherbourg à la tête d'une armée de secours dans l'objectif de gagner Caen où c'est retranché le duc de Somerset et doit pour se faire passer par Carentan, tenu par les Français, ou traverser la baie des Veys. Thomas Gough, le capitaine anglais de Bayeux, connaissant bien la région, décida de se porter au devant de l'armée de Kyriell, qui se trouva ainsi renforcée de 1 800 hommes. Les troupes anglaise n'atteindront jamais Caen, et seront battues le 14 avril 1450, à Formigny. S'ensuit le siège de Bayeux, du 4 au 16 mai, où Thomas Gough, qui avait échapper à la capture lors de la bataille de Formigny, s'était enfermer. Le comte de Dunois reprend la ville et Charles VII amnistie ses habitants. L'année 1450 marque le début d'une période de prospérité, de nouvelles familles accèdent au pouvoir, les anciennes ayant été décimées par la guerre et les épidémies. On construit des maisons et manoirs à tours dont il reste une soixantaine disséminée dans la ville. Désormais, la pierre supplante progressivement le bois.
Pendant le conflit franco-anglais qui perturbe les échanges commerciaux et entraîne une baisse de la demande pour les textiles de luxe, Bayeux connaît un déclin et ne pourra reconstituer ses ressources industrielles après la guerre.

### Temps modernes
La Renaissance a laissé peu de traces. Parmi les plus belles créations de l'époque, on trouve l'église Saint-Patrice construite entre 1544 et 1548 et l'architecture intérieure de la chapelle de l'ancien palais épiscopal.
En 1619, la peste s'installe à nouveau à Bayeux.

### Époque contemporaine

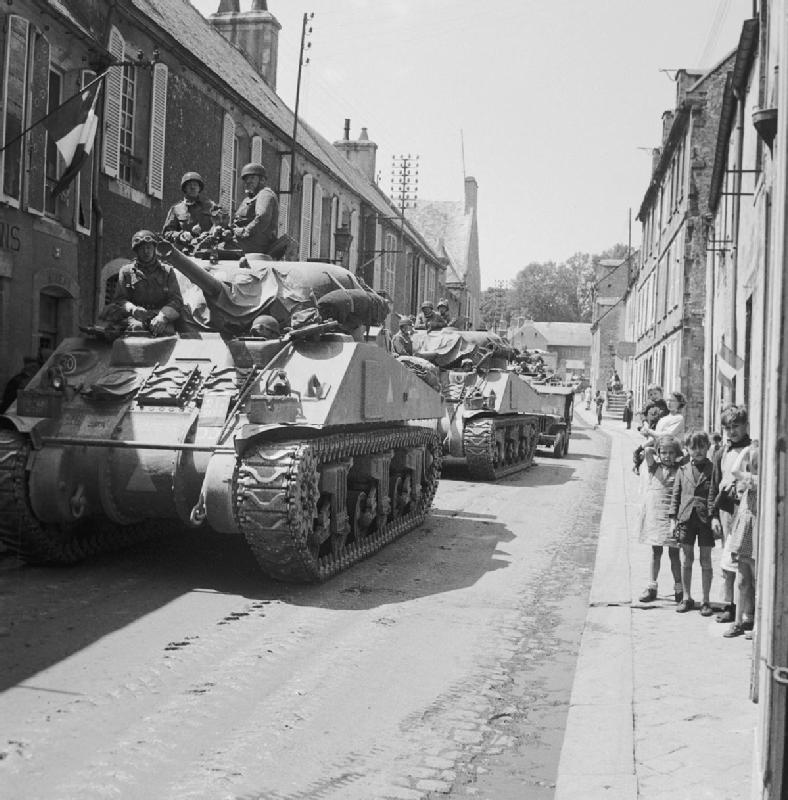
Chars M4 Sherman et Jeep du d'armée britannique traversant Bayeux en 1944, pendant la bataille de Normandie.

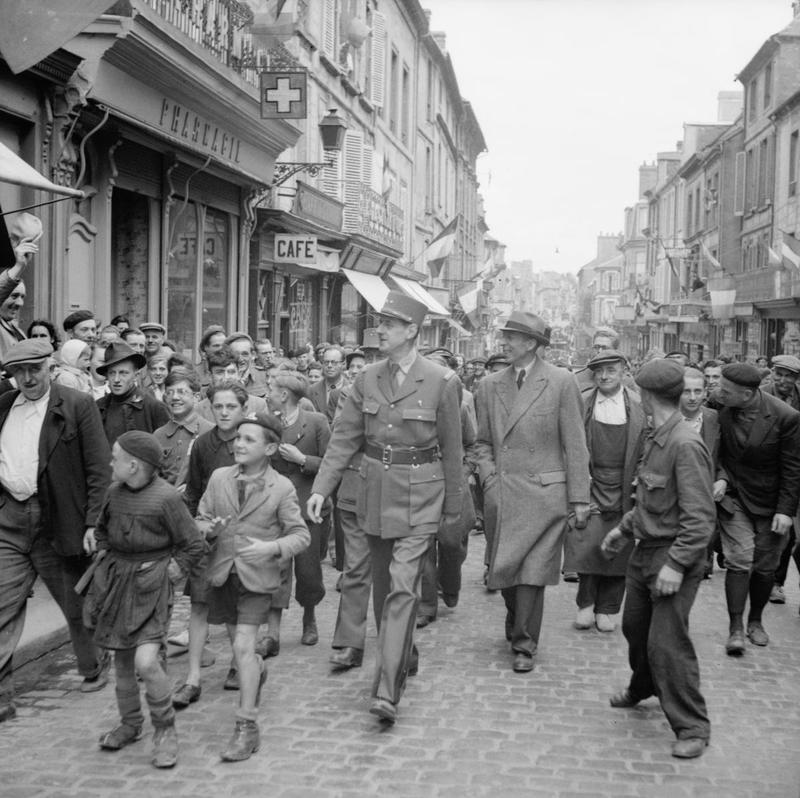
Accueilli par une foule enthousiaste, le général de Gaulle marchant dans les rues de Bayeux, le 14 juin 1944.

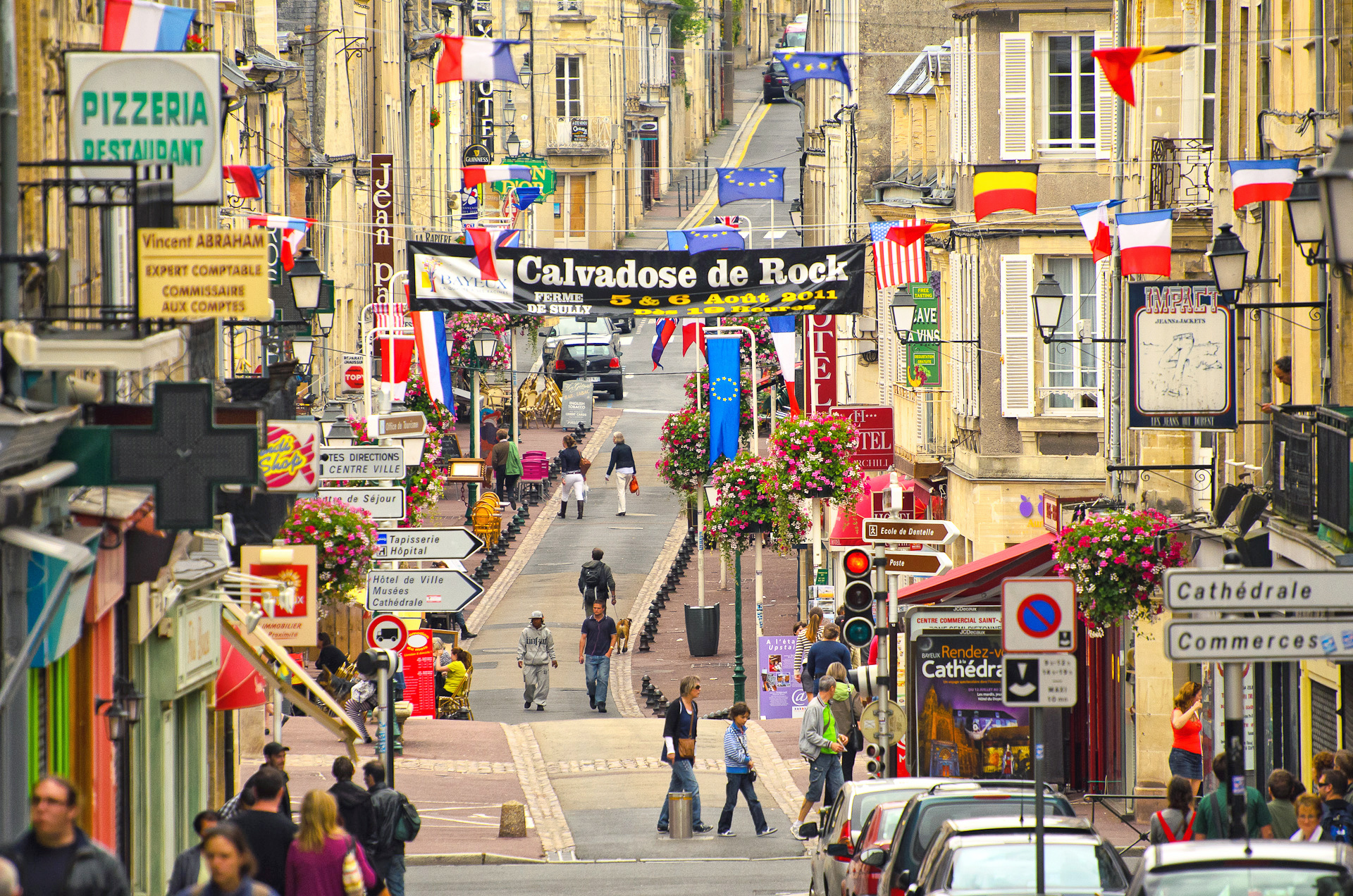
Le centre-ville en 2011.

Bayeux, au XIXe siècle, célèbre pour son terroir agricole, ses dentelles et sa porcelaine ne subit pas de profondes modifications. Elle garde toujours son tracé médiéval et s'enrichit de demeures bourgeoises. Dès l'époque, on peut découvrir la célèbre tapisserie, dite « de la reine Mathilde», qui en est l'emblème. Une bibliothèque-musée ouvre ses portes en 1835.
La ville n'échappe pas aux bouleversements apportés par les découvertes scientifiques et techniques du XIXe siècle. La ligne de chemin de fer Paris-Cherbourg est inaugurée le 4 août 1858 par l'empereur Napoléon III et l'impératrice Eugénie, l'éclairage public au gaz fait son apparition en 1861, l'eau courante en 1886 et l'électricité en 1913. Le premier cinéma, le Cinéma Normandie ouvre en 1923.

#### La Seconde Guerre mondiale
En 1940, Bayeux est occupée par les troupes allemandes, ce qui permet à ces dernières de contrôler les côtes.
Les réseaux de résistance sont démantelés mais des noms restent, comme celui de Guillaume Mercader, coureur cycliste qui se servait de ses entraînements sur les routes du Bessin pour transporter des messages.
Le 7 juin 1944, au lendemain de l'opération Neptune, les troupes britanniques débarquées sur la plage Gold entrent dans Bayeux, qui devient, pour la France continentale, la première ville importante et sous-préfecture à être libérée.
Bayeux, miraculée, est épargnée lors des bombardements alliés et des combats de juin 1944. Elle est en effet suffisamment loin de la côté pour échapper aux bombardements préventifs et a été choisie pour servir de ville-hôpital aux Britanniques afin d'y accueillir et soigner des milliers de blessés victimes des bombardements ou des combats de la bataille de Normandie (les victimes militaires qui y décèdent se retrouvent d'ailleurs dans le plus grand cimetière britannique de la Seconde Guerre mondiale. Les écoles, les monastères et les collèges sont transformés en hôpitaux de fortune. C'est ainsi une des rares villes du Calvados à être restée complètement intacte.
Le 14 juin, dès son arrivée sur le sol français à Courseulles, le général de Gaulle se rend à Bayeux qu'il traverse à pied, entouré d'une foule enthousiaste, avant de prononcer un discours dans lequel il affirme l'appartenance de la France aux pays alliés. Il installe François Coulet, commissaire de la République institué par le Gouvernement provisoire de la République française dans l'actuelle sous-préfecture et désigne Raymond Triboulet sous-préfet après la révocation de Pierre Rochat, nommé par Vichy en 1942.
De nombreux monuments commémorent cette période, dont le plus grand cimetière britannique de la Seconde Guerre mondiale en France. Il accueille 4 648 tombes de soldats des deux camps, dont 3 935 Britanniques, 17 Australiens, 8 Néo-Zélandais, 1 Sud-Africain, 25 Polonais, 3 Français, 2 Tchèques, 2 Italiens, 7 Russes, 466 Allemands et 1 non-identifié. Sur un mémorial sont inscrits les noms de 2 808 soldats disparus : 1 537 Britanniques, 270 Canadiens et 1 Sud-Africain. Le musée mémorial de la Bataille de Normandie présente une riche collection d'uniformes du jour J.[réf. nécessaire]
Charles de Gaulle revient à Bayeux le 16 juin 1946 pour inaugurer une stèle sur la place qui porte aujourd'hui son nom. Il prononce alors le discours de Bayeux dans lequel il présente les bases de ce qui deviendra la Constitution de 1958.

## Bayeux, ville religieuse

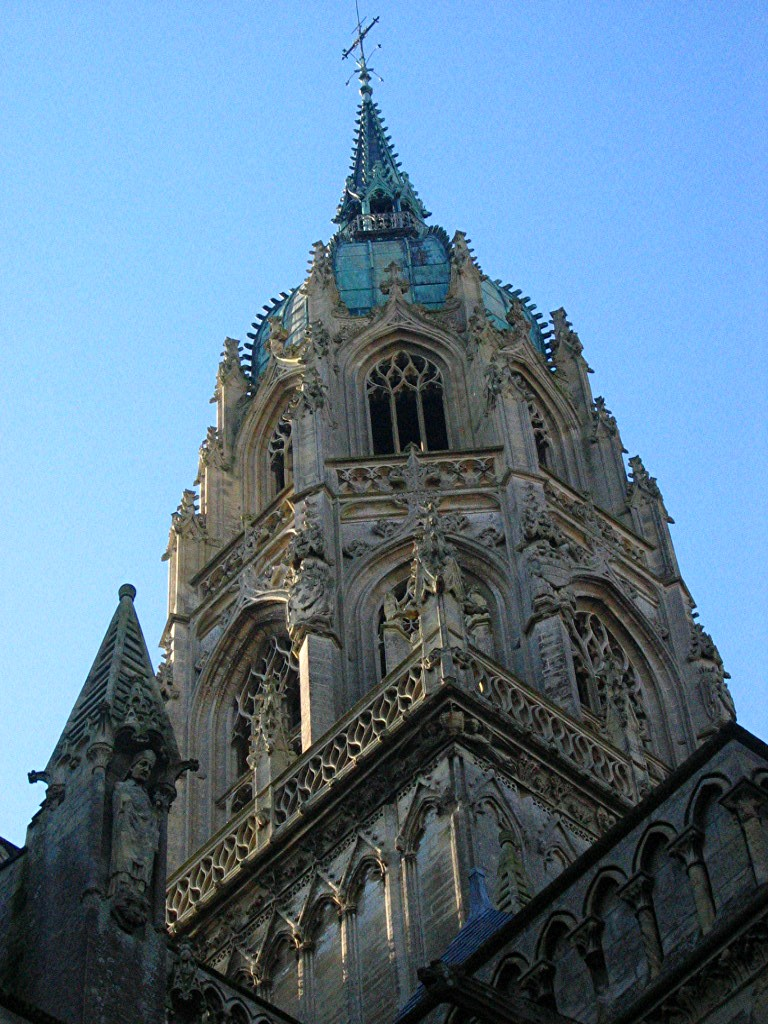
La tour lanterne de la cathédrale Notre-Dame.

Bayeux est le siège d'un évêché depuis le IVe siècle (il a fusionné en 1801 avec le diocèse de Lisieux pour former le diocèse de Bayeux et Lisieux) et d'une vicomté de l'époque du duché de Normandie jusqu'en 1749.

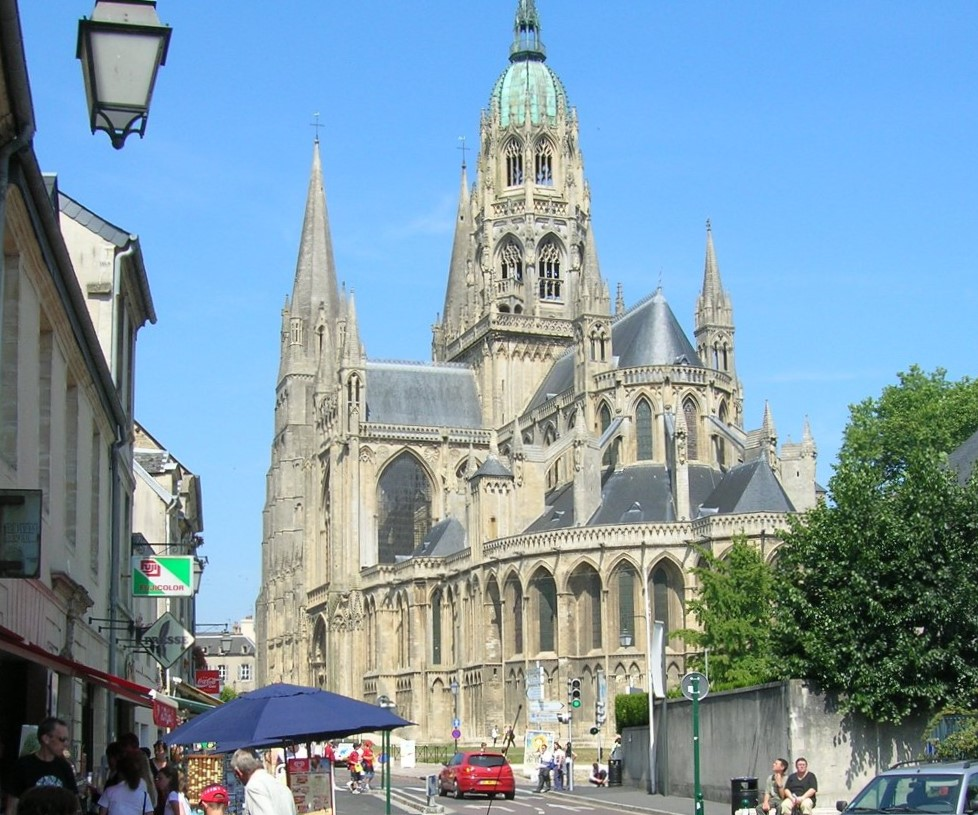
Vue sur le chevet de la cathédrale.

Le XVIIe siècle est celui du développement des institutions religieuses sous l'impulsion de François de Nesmond. Bayeux est alors un grand chantier avec la construction du séminaire, de l'hôtel-Dieu, du couvent des bénédictines, du couvent des ursulines, de la charité Notre-Dame et de plus d'une dizaine d'hôtels particuliers. Il faut dire que Bayeux cristallise les affrontements entre calvinistes et catholiques, les insurgés protestants deviennent maîtres de la ville en 1562 et détruisent une grande partie du patrimoine religieux (statues, vitraux, etc.. À la suite du concile de Trente, Bayeux est un centre de la Contre-Réforme et, entre 1615 et 1650, on compte l'installation de cinq institutions religieuses dans le cadre de la Contre-Réforme sous l'épiscopat de François de Nesmond. La ville compte un religieux pour dix habitants. Cette période laisse de nombreuses constructions caractéristiques du XVIIe siècle comme l'hôtel de Nesmond qui abrite aujourd'hui la tapisserie ou l'hôpital. C'est également l'époque de l'installation des premières manufactures de dentelle. Le développement du travail du textile renforce alors le caractère industrieux de la cité.
Il faut attendre le début du XVIIIe siècle pour que la ville connaisse de profondes modifications avec la destruction massive des remparts, le comblement des fossés et la construction d'hôtels particuliers témoignant du luxe de l'époque. Les années 1770 sont marquées par deux événements politiques important : l'installation à Bayeux du Grand conseil de Normandie et la mise en place dans le cadre de la guerre d'indépendance des États-Unis du champ de manœuvre militaire, dit camp de Vaussieux, à ses portes. Pour quelque temps, la cité accueille les plus hautes autorités judiciaires et militaires du royaume.

## Bayeux, ville close médiévale
Le Bayeux médiéval était la deuxième ville de Normandie ducale après Rouen, mais qui a perdu son rang après la création de Caen par Guillaume le Conquérant, devenant alors une ville épiscopale et résidentielle. Épargnée par la Seconde guerre Mondiale, la ville a conservé de nombreux vestiges médiévaux , modifié tout de même à l'époque classique et au XIXe siècle.
Bayeux était ceinte d'une muraille qui avait 5 à 8 mètres de hauteur sur 2 à 4 mètres d'épaisseur selon les endroits, renforcée par 18 tours. Le flanc nord suivait parallèlement, à cinquante mètres plus au nord, les rues Saint-Malo (nos 34 et 48) et Saint-Martin (nos 5, 6, 7). Au no 32 rue Saint-Malo, un sauvetage réalisé en 1984-1985, a mis au jour un tronçon du fossé en forme de « V » très évasé d'une quinzaine de mètres de largeur sur 4,80 mètres de profondeur et la benne de l'enceinte qui avait trois mètres de large. Le flanc est se poursuivailt au long de la rue Larcher. Le flanc sud s'allongeait légèrement en retrait au nord de la rue Tardif, jusqu'au centre de la rue des Terres pour se terminer par une tour d'angle. Le flanc ouest passait entre les rues Royale et Général-de-Dais.
Il ne subsiste que la tour nord-ouest du XIIe siècle, dans un jardin au no 68bis rue Saint-Malo. L'enceinte était percée de quatre portes et d'une poterne dont il ne reste rien : la porte Arborée au débouché de la rue des Chanoines, la porte Saint-Vigoret au débouché de l'actuelle rue Lambert-Leforestier (au chevet de la cathédrale), la porte Saint-Martin au débouché de la rue Saint-Martin, une poterne au débouché de l'actuelle rue Genas-Duhomme, la porte Saint-André (surmonté de la chapelle Saint-André) au débouché de la rue Saint-Malo (dans l'axe de la tour nord) et une tour-porte donnant dans le château, au niveau de la place du Château, actuelle place de Gaulle. Des vestiges du rempart sont encore visibles en divers endroits : fragments parallèlement à la rue Bourbesneur et notamment dans la cour de l'hôtel du Gouverneur, dans la rue Général de Dais, où la terrasse d'un hôtel s'appuie sur un morceau du rempart, dans la rue Larcher ou dans le parking de la rue Genas-Duhomme, ainsi que dans la rue Saint-Malo, dans les jardins (nos 4, 8 et 8bis).
À l'intérieur de cette enceinte se dressait outre le château qui occupait l'angle sud-ouest, approximativement au centre de la place Charles-de-Gaulle, et le groupe épiscopal divers bâtiments religieux et laïques : l'église Saint-Nicolas des Courtils (vestiges), l'église Saint-Martin (disparue), l'église Saint-Malo (disparue), la chapelle Saint-Étienne (disparue).
Sur le parvis de la cathédrale, dominant la maison « La Lanterne », se dresse une cheminée du XIIIe siècle avec son chapeau de pierre conique. Face à la salle capitulaire, se trouve la Maison du Bienvenu, maison à colombages du XVe siècle décorée de sculptures. En empruntant la rue de la Maîtrise, qui s'ouvre presque en face de la cathédrale et qui menait au château, sur la gauche se dressent des maisons canoniales, dont une, datée du XIVe siècle, arbore des fenêtres à meneaux, et une bordure de quatrefeuilles en haut de la façade. La maison qui suit présente des restes de fenêtre en arcs brisés ainsi qu'un beau portail. En face, dans la cour, un fronton triangulaire, restes d'une chapelle. Au no 7 rue Bourbesneur, un beau porche du XVe siècle et un pignon pointu de la même époque percé d'une fenêtre gothique, et non visible de la rue, sur l'arrière une fenêtre du XIVe siècle. De l'autre côté, au no 10, l'Hôtel du Gouverneur XVe siècle, légèrement remanié : fenêtre Renaissance, couronnement de la tourelle d'escalier latérale. C'est ici que logeait le gouverneur du château plutôt que dans la forteresse. Au Moyen Âge, au coin de la rue existait une maison templière, et après avoir tourné à gauche dans la rue des Chanoines, sur la droite, un porche et contreforts, restes d'un bâtiment médiéval.
En empruntant la rue des Cuisiniers, qui était le quartier des rôtisseurs, situé entre la cathédrale et la rue Saint-Martin, sur la droite, une petite maison en pierre de la fin du Moyen Âge (XVe siècle), au no 10, une porte en bois gothique, sur une façade plus récente et un couloir qui mène dans une petite cour médiévale. Plus loin, sur la gauche, une maison en bois en débord sur la rue, puis de nouveau un petit couloir menant à une cour où s'aperçoit la façade arrière (façade sud) d'une maison en bois (la façade sur rue a disparu).
À l'angle de la rue des Cuisiniers et de la rue Saint-Martin, une maison en bois du XIVe siècle, la plus ancienne maison de bois de Bayeux. C'était une ancienne hôtellerie où on logeait à pied car elle ne disposait pas d'écuries. En remontant la rue Saint-Martin, au no 69 se dresse une maison de bois. L'autre angle de la rue était occupé par une importante maison de Templiers détruite au XVIIIe siècle. En poursuivant, rue Saint-Malo, sur la droite, au no 4, se situe la façade en bois du grand hôtel d'Argouges, décorée de sculptures sur les poteaux de bois, et qui présente sur ses arrières une tour d'escalier avec une porte gothique très sculptée. Au nos 8 et 8 bis, la maison dont la façade a été grattée et repercée au XIXe siècle, mais qui a conservé sa structure présente à l'intérieur plusieurs encadrements de portes médiévales. Un peu plus loin, ce qui est de nos jours les no 10, 10 bis et ter,no 12, se dressait l'ancienne église Saint-Malo, détruite à la Révolution. Plus loin, aux nos 60-62, face au débouché avec la rue Général de Dais, dans une cour, se situe le petit manoir d'Argouges-Gratot de la fin du XVe siècle, près de la tour Nord de l'enceinte.
Rue du Général-de-Dais, se trouve un fragment de maison médiévale dans un hôtel du XVIIIe siècle, et plus loin, sur la gauche, dans une cour, le bras nord du transept de l'ancienne église Saint-Nicolas des Courtils. À l'angle de la rue Quincangrogne et de la Juridiction se dressait le tribunal et les prisons. À l'angle des rues Franche et de la Juridiction se trouve le manoir de Gilles Buhot, massive maison médiévale. Le manoir de Rubercy au no 5 rue Franche, un peu avant la maison de bois du no 69 rue Saint-Martin, arbore une tour de la fin du XVe siècle. Rue de la Juridiction, au fond d'une cour, subsiste une fenêtre médiévale réincorporé dans une construction. Au Bout de cette dernière rue, sur la droite, au no 6 de la rue du Bienvenu, se dresse une maison de bois de la fin du Moyen Âge, dont la façade regarde la salle capitulaire, et dont les deux grandes fenêtres ont perdu leurs meneaux.
Hors les murs se dressaient les églises Saint-Patrice, Saint-Laurent, Saint-Jean, La Madeleine. Ils ne restent que Saint-Laurent et Saint-Patrice qui ont été reconstruites à l'époque classique.

## Les arts appliqués à Bayeux

### La porcelaine de Bayeux

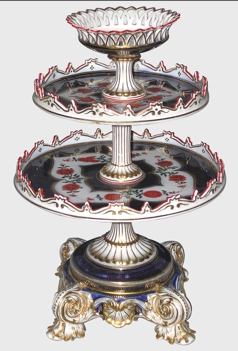
Bayeux Langlois 1830-1847.

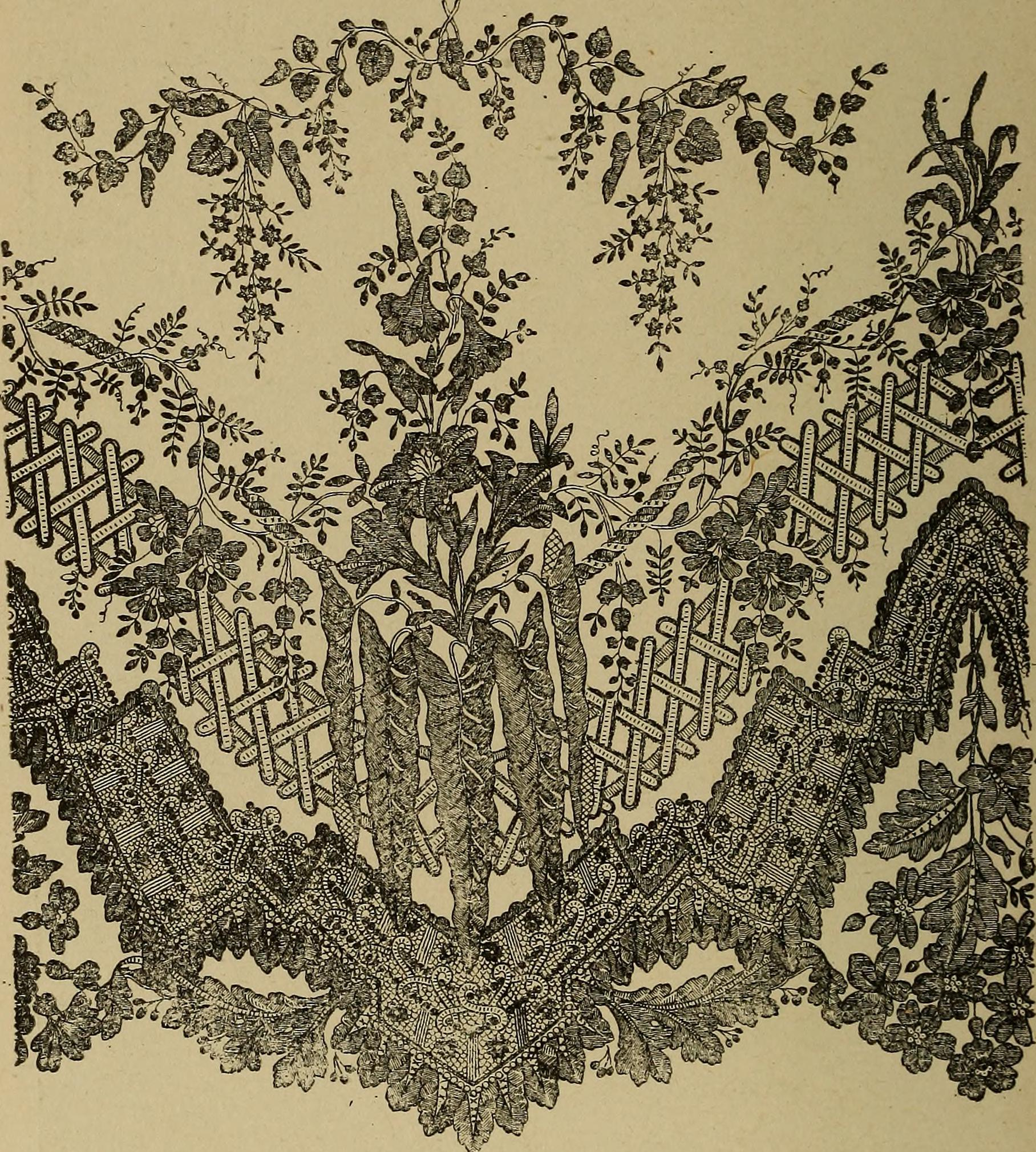
Dentelle de fil au « point de Bayeux » XIXe siècle.

En 1793, Joachim Langlois ouvre une manufacture de porcelaine à Valognes mais elle doit fermer en 1812 pour des raisons financières. Il décide de transférer son activité à Bayeux dans l'ancien couvent des bénédictines vacant après la Révolution. On compte trois étapes dans l'histoire de la manufacture qui coïncident avec les trois familles dirigeantes : l'époque Langlois (1812-1849), l'époque Gosse (1849-1878) et l'époque Morlent (1878-1951). La manufacture se ravitaille en kaolin dans la commune des Pieux. Cette matière première est réputée pour sa solidité et sa résistance aux hautes températures et aux chocs thermiques. À l'époque Morlent, la production se spécialise dans les pièces destinées aux laboratoires et acquiert une réputation internationale.

### La dentelle de Bayeux

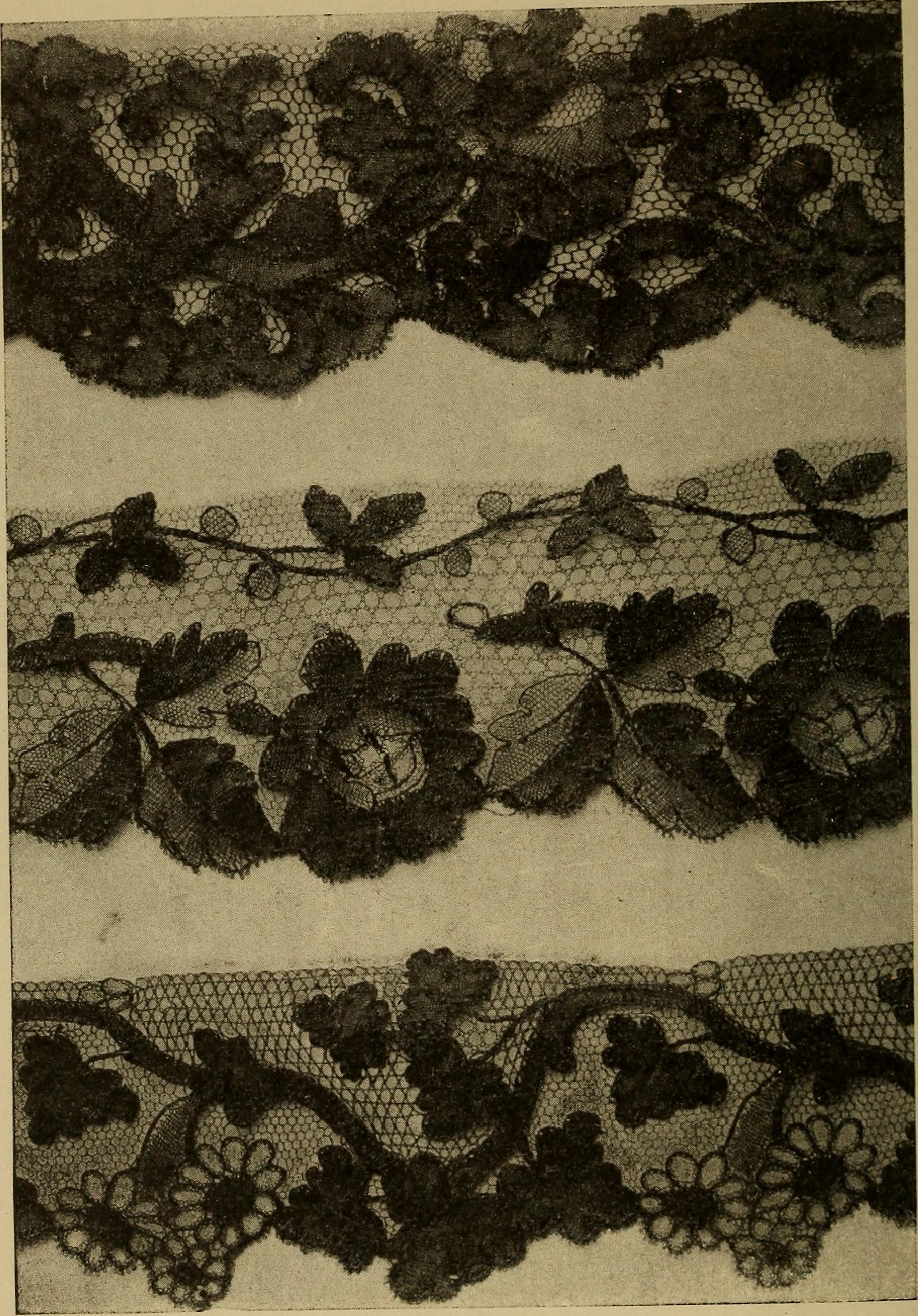
Dentelles et guipures.

La dentelle de Bayeux est aussi célèbre. François de Nesmond confie aux sœurs de l'hôpital le soin de s'occuper des enfants assistés en 1676. Elles se lancent dans la confection dentellière mais celle-ci est modeste jusqu'au XVIIIe siècle avant un important essor. En 1784, plus de mille personnes travaillent dans les manufactures de la ville. À la suite de la Révolution, l'activité se sépare de l'Église, en 1824, vingt-cinq entreprises se consacrent à la fabrication de dentelle dont les plus célèbres sont les maisons Tardif et Carpentier-Delamare. La fabrication artisanale de dentelle au fuseau a beaucoup souffert de la mécanisation et le dernier atelier, la maison Lefébure a fermé en 1973. Un Conservatoire de dentelle existe à Bayeux et est spécialisé dans la création de luxe, il a travaillé pour Hermès, Dior et Christian Lacroix.
La dentelle de Bayeux est « construite » avec des fils de soie noirs et des croisements de fuseaux.
Utilisant des fuseaux dont le nombre est en rapport avec la largeur et la complexité de la dentelle à réaliser, la dentellière suit les lignes tracées et les points codés sur un carton piqué et fixé sur un métier. Les dentelles de grandes dimensions sont constituées de plusieurs bandes réunies à l'aide d'un point invisible fait à l'aiguille appelé point de raccroc. La dentelle de Bayeux est célèbre pour ses effets ombrés et la richesse de son décor. Aujourd'hui, les dentellières de Bayeux créent des modèles aux graphismes contemporains.

#### Un savoir-faire unique
La dentelle aux fuseaux est la spécialité de la dentelle de Bayeux. Elle est répandue en Normandie, notamment dans la région de Caen et de Bayeux , plus dynamique tant au plan de la création dentellière que de l'importance des manufactures qui ont fait sa réputation internationale. Les matières employées sont le lin, la soie, et plus tard le coton, surtout en période de crise d'approvisionnement. C'est une dentelle au dessin figuratif à dominante de décors floraux. Avec des motifs architecturaux tirés de l'ornementation classique : perles, rais de cœur, godrons, feuillages stylisés (acanthes, palmettes, etc.) coquilles, vasques, entrelacs.
Elle est élaborée à partir des dentelles qui se fabriquaient dans la région de Paris et de Chantilly, la « dentelle de Bayeux » a pris véritablement forme dans la seconde moitié du XVIIIe siècle. Pour devenir un style à part entière le siècle suivant.
Ainsi apparaît-elle officiellement lors des grandes expositions (universelles, musées). Elle s'inspire alors fortement de l'image affirmée alors par les dentelles à l'aiguille d'Alençon et d'Argentan. La dentelle de Bayeux passionne, fascine et inspire les collectionneurs. De nouveaux créateurs tentent de perpétuer la tradition avec des idées nouvelles et nouveaux matériaux, tout en appliquant le savoir-faire propre à la dentellerie artisanale.

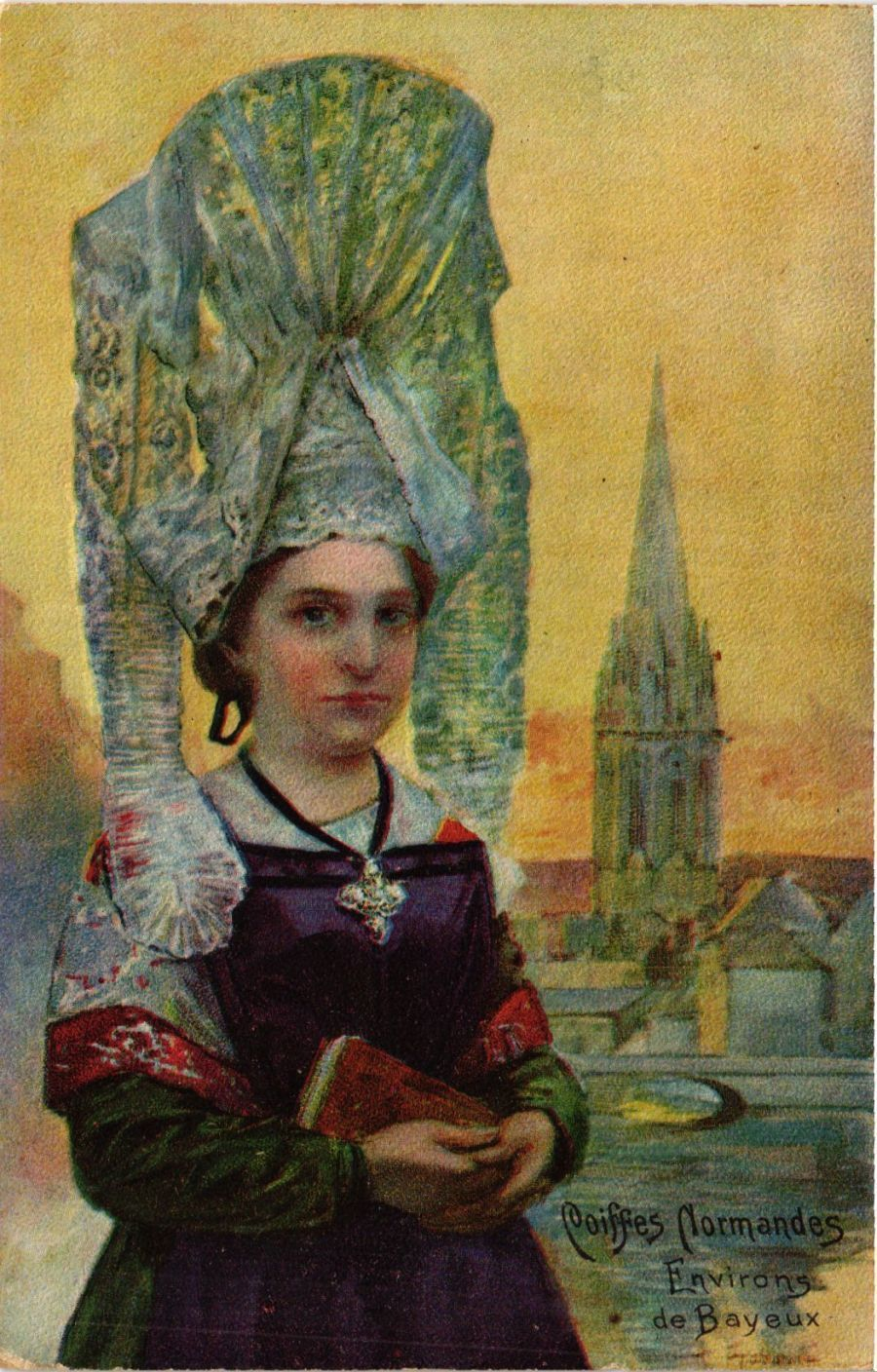
Coiffe typique de Bayeux au début du XXe siècle.

## Politique et administration

### Rattachements administratifs et électoraux

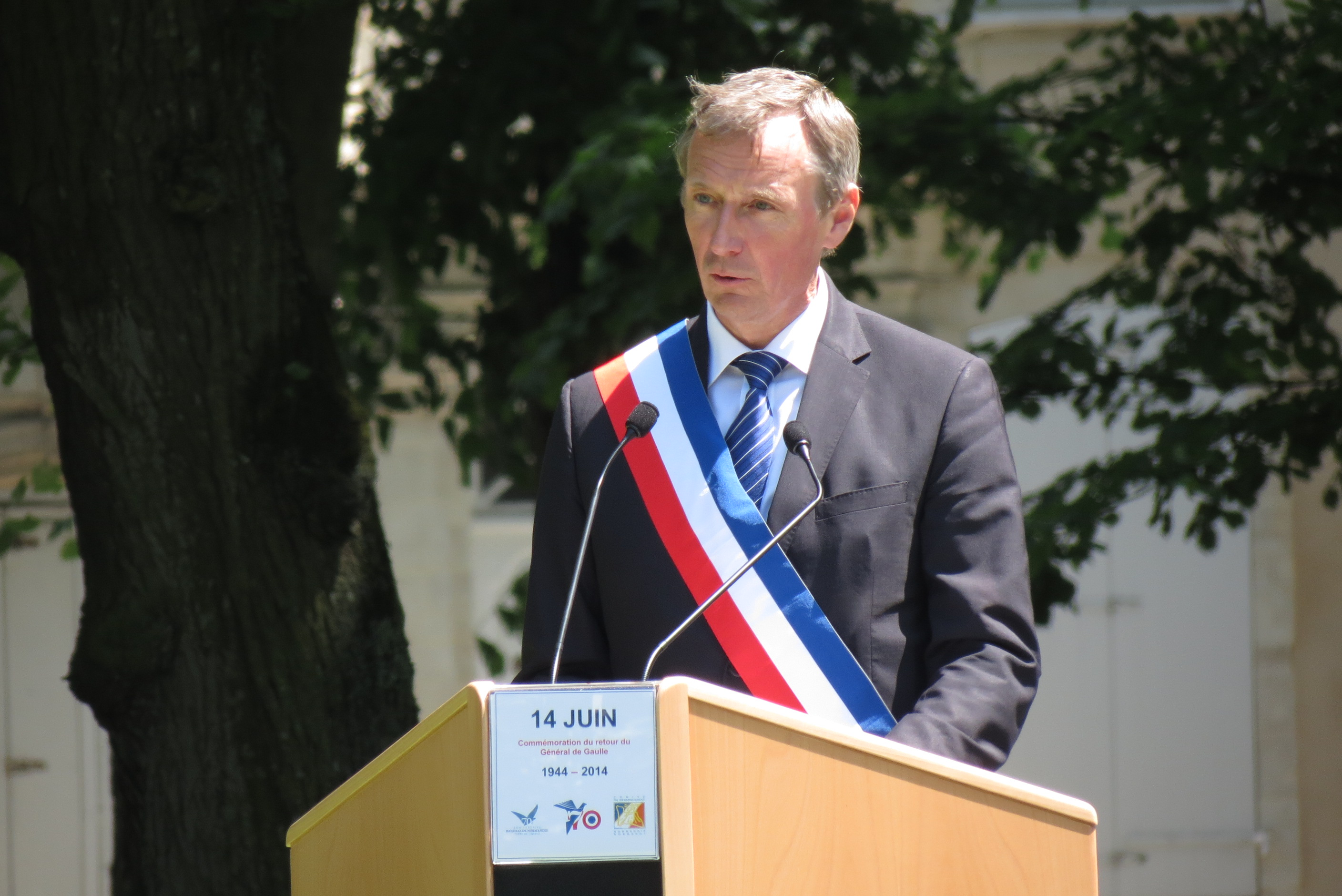
Patrick Gomont, maire.

Chef-lieu d'arrondissement du Bessin, Bayeux est en juin 1944 la première sous-préfecture de France continentale libérée. À sa tête, le général de Gaulle nomme alors Raymond Triboulet. Depuis le 25 mai 2021, le sous-préfet de Bayeux est monsieur Gwenn Jeffroy, nommé par décret du président de la République du 6 mai 2021.[réf. nécessaire]
Anciennement centre de la quatrième circonscription, Bayeux est la principale ville de la cinquième circonscription législative du Calvados dite « Bessin - Côte de Nacre » dont le député est Bertrand Bouyx (La République en marche) depuis 2017. Le canton de Bayeux, redécoupé en 2014, comprend trente-quatre communes et est représenté par deux conseillers départementaux : Jean-Léonce Dupont (LC-UDI), ancien maire de Bayeux et ancien sénateur du Calvados, président du conseil départemental depuis 2015 et Mélanie Lepoultier (DVD), maire de Sommervieu et vice-présidente du conseil départemental.

### Intercommunalité
Trente-six communes forment la communauté de communes Bayeux Intercom. Créée par Jean-Léonce Dupont, alors maire-adjoint de Bayeux en 1993, l'intercommunalité comprend l'ensemble du canton de Bayeux et certaines communes des cantons de Balleroy, Creully et Ryes.

### Liste des maires
Depuis l'après-guerre, quatre maires se sont succédé à la tête de la commune.
| Période        | Période                  | Identité           | Étiquette                     | Qualité |
| -------------- | ------------------------ | ------------------ | ----------------------------- | --- |
| mai 1945       | août 1973 (démission)    | Henry Jeanne       | RPF puis RS puis UNR puis UDR | Chirurgien puis médecin-chef à l'hôpital de Bayeux Conseiller général de Bayeux (1945 → 1973) |
| septembre 1973 | 18 juin 1995             | Jean Le Carpentier | DVD puis UDF-PR puis RPR      | Agent général d'assurance puis expert foncier Conseiller général de Bayeux (1973 → 1979 et 1985 → 1998) |
| juin 1995      | juillet 2001 (démission) | Jean-Léonce Dupont | UDF (PRIL)                    | Directeur d'école de commerce international Sénateur du Calvados (1998 → 2017) Conseiller général de Bayeux (1998 → 2015) 1er vice-président du conseil général (2001 → 2011) Président de Bayeux Intercom (1993 → 2000) |
| juillet 2001   | En cours                 | Patrick Gomont     | UDF puis NC puis LC-UDI       | Expert-comptable Conseiller régional de Normandie (2015 → ) Vice-président du conseil régional de Normandie (2018 → ) Président de Bayeux Intercom (2008 → ) Réélu pour le mandat 2020-2026                              |

### Jumelage et villes amies
- Dorchester (Grande-Bretagne).
- Lübbecke (Allemagne).
- Chojnice (Pologne).
- Eindhoven (Pays-Bas).
- Viborg (Danemark).

### Finances
La commune de Bayeux a fortement réduit son endettement depuis 2011 et présente en 2016 une situation financière saine, avec un taux d'endettement de 259 € par habitant, très inférieur aux 941 € par habitant qui est la moyenne dans les communes de 10 000 à 19 999 habitants.

## Population et société

### Démographie

#### Évolution démographique
L'évolution du nombre d'habitants est connue à travers les recensements de la population effectués dans la commune depuis 1793. Pour les communes de plus de 10 000 habitants les recensements ont lieu chaque année à la suite d'une enquête par sondage auprès d'un échantillon d'adresses représentant 8 % de leurs logements, contrairement aux autres communes qui ont un recensement réel tous les cinq ans,.
En 2022, la commune comptait 12 754 habitants, en évolution de −5,7 % par rapport à 2016 (Calvados : +1,58 %, France hors Mayotte : +2,11 %).
| 1793   | 1800  | 1806   | 1821   | 1831   | 1836   | 1841  | 1846  | 1851  |
| ------ | ----- | ------ | ------ | ------ | ------ | ----- | ----- | ----- |
| 10 578 | 9 600 | 10 419 | 10 280 | 10 303 | 10 242 | 9 840 | 9 765 | 9 360 |

| 1856  | 1861  | 1866  | 1872  | 1876  | 1881  | 1886  | 1891  | 1896  |
| ----- | ----- | ----- | ----- | ----- | ----- | ----- | ----- | ----- |
| 9 667 | 9 483 | 9 138 | 8 536 | 8 614 | 8 357 | 8 347 | 8 102 | 7 912 |

| 1901  | 1906  | 1911  | 1921  | 1926  | 1931  | 1936  | 1946   | 1954   |
| ----- | ----- | ----- | ----- | ----- | ----- | ----- | ------ | ------ |
| 7 806 | 7 736 | 7 638 | 7 206 | 7 525 | 7 351 | 7 637 | 10 246 | 10 077 |

| 1962  | 1968   | 1975   | 1982   | 1990   | 1999   | 2006   | 2011   | 2016   |
| ----- | ------ | ------ | ------ | ------ | ------ | ------ | ------ | ------ |
| 9 678 | 11 451 | 13 457 | 14 721 | 14 704 | 14 961 | 14 466 | 13 511 | 13 525 |

| 2021   | 2022   | - | - | - | - | - | - | - |
| ------ | ------ | - | - | - | - | - | - | - |
| 12 775 | 12 754 | - | - | - | - | - | - | - |

#### Pyramide des âges
En 2018, le taux de personnes d'un âge inférieur à 30 ans s'élève à 30,1 %, soit en dessous de la moyenne départementale (35,2 %). À l'inverse, le taux de personnes d'âge supérieur à 60 ans est de 36,5 % la même année, alors qu'il est de 27,9 % au niveau départemental.
En 2018, la commune comptait 5 919 hommes pour 7 098 femmes, soit un taux de 54,53 % de femmes, largement supérieur au taux départemental (51,95 %).
Les pyramides des âges de la commune et du département s'établissent comme suit.
| Hommes | Classe d’âge | Femmes |
| ------ | ------------ | ------ |
| 1,3    | 90 ou +      | 3,0    |
| 9,8    | 75-89 ans    | 16,2   |
| 19,0   | 60-74 ans    | 22,4   |
| 20,2   | 45-59 ans    | 17,6   |
| 15,6   | 30-44 ans    | 13,8   |
| 17,8   | 15-29 ans    | 13,3   |
| 16,3   | 0-14 ans     | 13,6   |

| Hommes | Classe d’âge | Femmes |
| ------ | ------------ | ------ |
| 0,8    | 90 ou +      | 2,1    |
| 7,2    | 75-89 ans    | 10,2   |
| 18,1   | 60-74 ans    | 19,3   |
| 19,4   | 45-59 ans    | 18,9   |
| 17,8   | 30-44 ans    | 16,9   |
| 19     | 15-29 ans    | 17,1   |
| 17,7   | 0-14 ans     | 15,5   |

### Enseignement
La commune de Bayeux est rattachée à l'académie de Caen. Bayeux compte dix écoles de la maternelle au cours moyen, une école spécialisée pour enfants handicapés, trois collèges, deux lycées d'enseignement général et un lycée technique et professionnel Caumont. Bayeux compte plus de 2000 enfants scolarisés en écoles maternelles et élémentaires, ainsi que 3500 collégiens et lycéens.
Le lycée Arcisse-de-Caumont permet de préparer trois BTS (BTS Assistance technique d'ingénieurs, BTS Transport, BTS Comptabilité et gestion des organisations).
Le lycée Arcisse-de-Caumont accueille également la filière générale ES absente dans le lycée Alain-Chartier.

### Santé
La ville de Bayeux compte deux centres hospitaliers :
- Centre hospitalier de Bayeux, 13 rue de Nesmond ;
- Clinique de la Croix-Rouge, 2 rue d'Aprigny.

Un Centre de rééducation fonctionnelle (C.R.F.) existe rue Louvière.
Foyers pour personnes âgées :
- Foyer Georges-Clemenceau ;
- Foyer Saint-Floxel.

Maisons de retraite :
- Résidence "Le Champ-Fleury" ;
- Résidence "Bellevue" ;
- Résidence "Reine-Mathilde".

### Sports
- Huit stades (Henri-Jeanne, Baron-Gérard, Argouges, Laquerbe, Nihault, Saint-Julien, route de Littry et le stade de l'Ouest).
- Cinq salles omnisports (Laquerbe, COSEC Saint-Julien, Pierre-de-Coubertin, Eindhoven, aire couverte).
- Quatre espaces multisports (square du Bois-de-Boulogne, quartier Argouges, quartier Saint-Jean et Avenue de la Vallée-des-Prés).
- Un skate-park.
- Un practice de golf (3,5 hectares).
- Une piscine municipale de trois bassins.

L'équipe première du Bayeux Football Club évolue pour la saison 2017/2018 en National 3.
Des associations proposent la pratique de nombreux sports : boxe, gymnastique, escrime, aïkido, athlétisme, badminton, basket-ball, croquet, cyclisme, handball, judo, karaté (kyokushin et shotokan), lutte, musculation, natation, pêche, pétanque, plongée, Qwan Ki Do, taekwondo, tai-chi-chuan, rugby, flag, tennis, tennis de table, tir sportif, tir à l'arc, volley-ball et football américain (l'Overlord).
La ville de Bayeux accueille et/ou organise quelques évènements sportifs comme les Foulées LCL-Ville de Bayeux, tous les ans en mars ou la course à la bayeusaine en septembre (VTT-course à pied).

### Médiathèque
La bibliothèque a été créée par l'administration révolutionnaire le 12 avril 1794 pour gérer les milliers de documents saisis au clergé.
Elle occupait depuis 1983 une partie du Centre Guillaume-le-Conquérant où est exposée la tapisserie. Le fonds ancien regroupe environ 40 000 documents, dont six incunables. La bibliothèque possède aussi un fonds J.-H. Rosny aîné offert par son petit-fils Robert Borel-Rosny.
Ce service municipal a fermé ses portes au public le 30 juin 2018 pour être remplacé par une médiathèque intercommunale. Géré par Bayeux Intercom, l'établissement baptisé Les 7 lieux a ouvert ses portes le 2 février 2019. Comme son nom l'indique, la médiathèque dispose de sept espaces : le hall d'entrée avec son coin café et presse, le plateau de lecture, une galerie avec salle d'exposition, une salle de travail, le forum pouvant accueillir 80 personnes, l'atelier-découverte et le patio avec sa grainothèque. L'ensemble se développe sur une superficie de 2 500 m2.

### Salles de spectacle
- La Halle aux Grains (325 places).
- L'Auditorium (140 places).
- La salle Saint-Laurent (200 places).
- La Halle Saint-Patrice (100 places).

### Cinéma
Il ne subsiste aujourd'hui qu'un établissement à Bayeux, le cinéma le Méliès, trois salles, 12 rue Genas-Duhomme. La ville a pourtant compté deux autres cinémas désormais fermés (Le Modern, rue des Bouchers, détruit en 1993, et le Cinéma Normandie, impasse Glatigny qui ouvrit en 1923 et fut le premier cinéma bayeusain, fermé en 1975 puis repris par un brocanteur pour sa brocante et fermé depuis à son tour).
La ville de Bayeux a accueilli quelques tournages de films, dont quelques scènes et dont une partie du montage se réalisa au cinéma Modern du Jour le plus long et La Petite Voleuse (dont on ne vit que peu de chose : l'entrée vitrée) de Claude Miller, long métrage se déroulant dans les années 1950 sorti en 1988 pour lequel se prêtaient bien les anciennes rues du centre-ville. En 2003 y est tourné Virus au paradis d'Olivier Langlois avec Richard Bohringer. En 2014, le film de Julie Lopes-Curval, Le Beau Monde, est tourné en partie à Bayeux et sur les plages du Bessin.

### Médias
Il existe un journal bi-hebdomadaire, La Renaissance - Le Bessin fondé en 1944 et publié à Bayeux. Il existe également Le Bessin libre, hebdomadaire local rattaché à La Manche libre. Enfin, le quotidien Ouest-France publie aussi une édition « Bayeux-Caen ».
Plusieurs titres ont disparu comme Les Nouvelles de Bayeux et du Bessin, L'Indicateur de Bayeux, Le Journal de Bayeux, L'Écho bayeusain et Le Courrier du Bessin.

### Environnement
- Deux chaufferies à bois alimentent des logements du parc public, le lycée Arcisse-de-Caumont et la piscine municipale.
- Les déchèteries les plus proches de Bayeux se trouvent à Esquay-sur-Seulles et Vaucelles.

### Cultes
Bayeux fut le siège d'un diocèse catholique dès le IVe siècle, le premier évêque fut Exupère. En 1855, est créé le Diocèse de Bayeux et Lisieux qui compte huit doyennés et cinquante et une paroisses, le diocèse appartient à la province ecclésiastique de Rouen. L'évêque actuel est Jean-Claude Boulanger depuis 2010 et l'évêché est situé rue Lambert-Leforestier à Bayeux. Le séminaire n'existe plus depuis 1969, il abrite désormais le Musée de la tapisserie. Aujourd'hui, Bayeux appartient au doyenné du Pays du Bessin et à la paroisse Notre-Dame du Bessin qui regroupe trente communes et 26 000 habitants. La cathédrale et l'église Saint-Patrice accueillent encore des messes régulières.
Il existe un couvent de bénédictines depuis 1648, le monastère de la Sainte-Trinité, un temple protestant, ainsi qu'une église évangélique, l'Église biblique baptiste de Bayeux.

### Édifices religieux

#### Culte catholique
- Cathédrale Notre-Dame, rue du Bienvenu.
- Église Saint-Patrice, rue d'Étreville.
- Église de la Sainte-Trinité, rue Saint-Loup (couvent des Bénédictines).
- Église Saint-Exupère, route de Caen.
- Église Saint-Laurent, rue Saint-Laurent (auditorium).
- Église Saint-Pierre-Maubant de Bayeux.
- Chapelle des Augustines, allée des Augustines (centre hospitalier, ancien Hôtel-Dieu). C'est Marie-Madeleine de la Hunaudière (1619-1680), née à Colomby qui fonda en 1644 la communauté des Augustines hospitaliers de Bayeux[86].
- Chapelle du couvent des Sœurs de la Charité, rue du Marché.
- Chapelle de l'ancien couvent des Ursulines, rue Saint-Patrice (école primaire Alain Chartier).
- Chapelle du Grand Séminaire, allée des Augustins (salle d'expositions).
- Chapelle de la Miséricorde, rue du Général de Dais.
- Chapelle de la résidence Champs Fleury, rue Saint-Expère.

#### Culte protestant et évangélique
- Temple réformé, impasse Prudhomme.
- Église biblique baptiste de Bayeux, rue Nesmond.
- Église néo-apostolique, boulevard d'Eindhoven.

#### Culte millinariste
- Salle du royaume des témoins de Jéhovah, rue d'Argouges.

## Culture

### Gastronomie
Bayeux et le Bessin sont une terre traditionnellement vouée à l'agriculture et plus particulièrement à la production laitière. Bayeux, comme le Pays basque, la Corse, la Gascogne et le Limousin, a son nom associé à une des six races locales porcines de France (porc de Bayeux), l'animal est blanc tacheté de noir.
Les produits du Bessin se retrouvent au marché du samedi matin, place Saint-Patrice, coquillages et poissons des ports de Port-en-Bessin et Grandcamp-Maisy, animaux vivants de basse-cour, produits laitiers et issus de la pomme… Il y a également un marché rue Saint-Jean le mercredi matin.
En plein cœur de la ville, place du Général-de-Gaulle, un producteur fermier bio vend sa production de cidre, calvados et jus de pommes. Transformés sur la commune de Bayeux avec les pommes de ses vergers du Bessin.
La cidrerie Viard implantée à Guéron, à trois kilomètres de la ville commercialise la gamme cidre, pommeau, calvados de Bayeux mais ne produit elle-même que le cidre. Sur l'étiquette figure un extrait de la tapisserie de Bayeux.
Un fromage de chèvre frais et demi-sec fabriqué à Nonant s'appelle le Bajocasse.
La Chocolaterie du Drakkar est implantée dans la zone artisanale Bayeux Intercom, elle confectionne de façon artisanale quelques spécialités chocolatières, comme le drakkar, le can-cans, des spécialités à base de calvados et des chocolats dédiés à la ville de Bayeux, comme le chocolat de Bayeux et le petit cochon du Bessin. Un musée du chocolat est implanté dans l'usine.

### Événements
- La Fête médiévale (depuis 1987) et le Salon du livre médiéval (depuis 1999) réunissent artisans, artistes de rue et écrivains chaque premier week-end de juillet autour de la cathédrale.
- Le prix Bayeux Calvados-Normandie des correspondants de guerre récompense les meilleurs reportages sur les conflits du monde. En 2007 a été inauguré un jardin blanc, le Mémorial des reporters de Bayeux, dédié aux journalistes tués au cours de l'exercice de leur profession depuis 1944, réalisé par Reporters sans frontières et la ville de Bayeux.
- Le Festival international du cirque, créé en 2005, a lieu tous les deux ans début mars.
- La ville de Bayeux organisait le festival Calvadose de Rock à Sully chaque année au début du mois d'août de l'an 2000 à 2012.
- Le Festival des jeux.
- "Graine de mots" organisé tous les deux ans en février met en valeur les mots, sous toutes les formes, théâtre, contes et chansons.
- Le Festival Tout un foin.

### Bayeux dans la littérature
Les écrivains nés dans la ville de Bayeux (Alain Chartier, Gustave Desnoiresterres, Pierre Halley ou plus récemment Roger Bésus) l'ont souvent vite quittée et leur cité d'origine n'est pas présente dans leur œuvre. Mais au XIXe siècle, alors que la Normandie est une terre étroitement liée à la littérature et aux écrivains, la ville accueille de nombreux auteurs de passage qui situeront certains de leurs ouvrages à Bayeux ou dans le Bessin, on peut citer Marcel Proust, Gustave Flaubert en 1874 et 1877 (Bouvard et Pécuchet), Balzac qui y résida même quelques mois (1822), Émile Zola (La Joie de vivre, Voyage circulaire), Victor Hugo (1836), Prosper Mérimée dans le cadre de son poste d'inspecteur général des Monuments historiques, Stendhal en 1838 ou encore Théophile Gautier en 1858. Gérard Pouchain, natif de Bayeux est l'un des spécialistes des séjours des grands écrivains en Normandie.

« Oh le bon pays à exploiter que ce Bayeux plein de dévotes. »

— Honoré de Balzac.

« Si ma santé s'affermissait et que mes parents me permissent, sinon d'aller séjourner à Balbec, du moins de prendre une fois, pour faire connaissance avec l'architecture et les paysages de la Normandie ou de la Bretagne, ce train d'une heure vingt-deux dans lequel j'étais monté tant de fois en imagination, j'aurais voulu m'arrêter dans les villes les plus belles ; mais j'avais beau les comparer, comment choisir plus qu'entre des êtres individuels, qui ne sont pas interchangeables, entre Bayeux si haute dans sa noble dentelle rougeâtre et dont le faîte était illuminé par le vieil or de sa dernière syllabe […]. »

— Marcel Proust, Du côté de chez Swann.

« À dix heures et demie, nous trouvâmes enfin place dans un wagon, que nous abandonnâmes à Bayeux, dont la silhouette, vue du débarcadère, nous plaisait fort. Une magnifique cathédrale [...] s'y découpait, au-dessus des toits, d'une façon superbe, pavoisée de drapeaux et de bannières. Résister à une cathédrale est au-dessus de nos forces, et nous passâmes la journée à examiner celle-ci. Nous voilà donc errant par les rues de Bayeux et laissant le train filer vers Cherbourg. L'aspect de la ville, même dans ce moment d'animation insolite, avait quelque chose de tranquille, de reposé, d'ecclésiastique, tranchons le mot. L'ombre de la cathédrale s'étend sur les maisons; les rues sont propres, silencieuses, presque désertes, et sous le sable répandu pour la fête pointe l'herbe, encadrement des pavés. Peu de boutiques, de longs murs de jardins, une promenade solitaire qui suffirait à une grande ville. Des prêtres vont et viennent comme à Rome, et sur une enseigne nous lisons : Manuel, coupeur de soutanes. L'Église a là un grand centre. Dans notre époque d'anhélation industrielle, c'est une chose rare que de voir une ville paisiblement groupée autour de sa cathédrale, sans cheminées d'usine mêlées aux clochetons et s'étirant les bras dans ce doux ennui provincial qui n'est pas sans charme, et laisse du moins de longues heures à la rêverie. Tordu comme une paille par le tourbillon parisien, nous avons dit souvent que le Temps n'existait plus qu'en bronze doré sur les vieilles pendules. Le Temps existe; nous l'avons retrouvé à Bayeux, très-bien conservé pour son âge . »

— Théophile Gautier, paru dans Le Moniteur en 1858.

« Je sais très bien qu'on peut passer sa vie entière à Saint-Étienne, à Château-Thierry ou bien à Bayeux — et c'est le cas des Stéphanois, des Castel-Théodoriciens et des Bajocasses — mais faut-il encore qu'on y soit né, ou bien qu'on ait choisi ces villes pour y vivre. »

— Sacha Guitry, Mémoires d'un tricheur, 1935

« Dans notre Normandie, glorieuse et mutilée, Bayeux et ses environs furent témoins d'un des plus grands événements de l'Histoire. Nous attestons qu'ils en furent dignes. C'est ici que, quatre années après le désastre initial de la France et des Alliés, débuta la victoire finale des Alliés et de la France. C'est ici que l'effort de ceux qui n'avaient jamais cédé et autour desquels s'étaient, à partir du 18 juin 1940, rassemblé l'instinct national et reformée la puissance française tira des événements sa décisive justification. »

— Charles de Gaulle, Discours de Bayeux

« Moi je suis fou de cette ville, j'ai eu le coup de foudre. Tu as vu le nombre de petits antiquaires. […] Ta ville de Bayeux, c'est une merveille : ces maisons du Bessin, c'est tellement plus beau que tous ces colombages, que cette épouvantable Normandie pour Parisiens […]. Ici regarde ces belles pierres, ces portails accueillants, ces sculptures couvertes de lichens, ces arbres et la mer toute proche qui ne se voit pas mais qu'on sent. »

— Le thriller d'Adrien Goetz, Intrigue à l'anglaise, se déroule en partie à Bayeux.
Une des enquêtes du commissaire Maigret de Georges Simenon, La Vieille Dame de Bayeux (1938) se passe dans la ville et à Caen. Le roman fut adapté à la télévision en 1988 avec Jean Richard dans le rôle du commissaire, puis repris dans la nouvelle série avec Bruno Cremer en 2004 (Maigret et la demoiselle de compagnie). Simenon situe Les Sœurs Lacroix, un autre de ses romans, à Bayeux.
La nouvelle d'Honoré de Balzac, La Femme abandonnée parue en 1832 se déroule à Bayeux et dans sa région. Une de ses sœurs, Laure Surville habitait à Bayeux depuis 1820 avec son mari archéologue qui rédigea un mémoire sur les vestiges des thermes de la ville, Balzac y résida du 23 mai au 9 août 1822, une plaque est apposée sur la maison où il passa ce temps, rue des Teinturiers.

## Monuments et musées

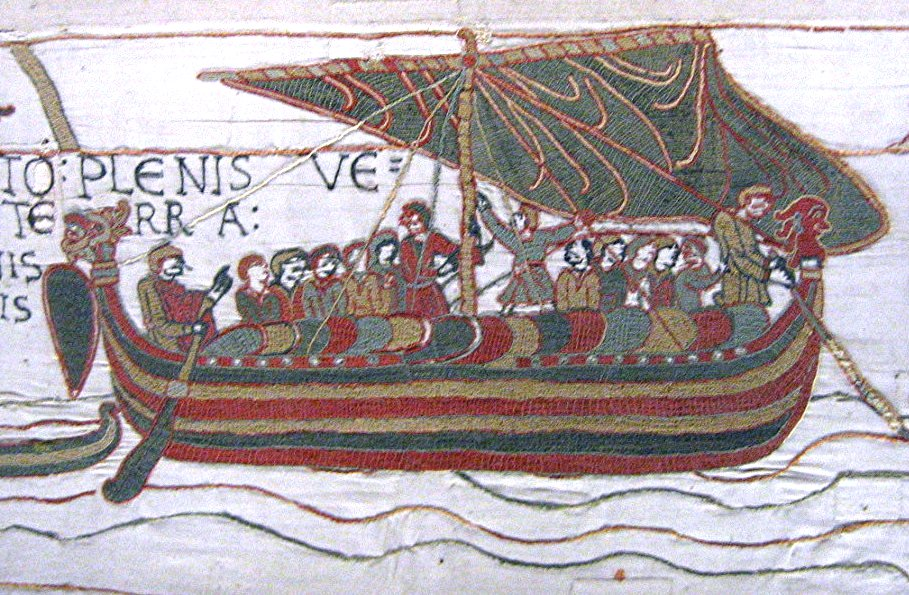
Extrait de la tapisserie de Bayeux.

### Centre Guillaume-le-Conquérant
Le centre Guillaume-le-Conquérant expose la tapisserie de Bayeux (auparavant nommée « de la reine Mathilde »), inscrite au registre international Mémoire du monde de l'Unesco depuis juin 2007. Le musée se trouve dans l'ancien séminaire dont la construction a débuté en 1693 sous l'impulsion de l'évêque François de Nesmond et qui abritait une communauté de frères lazaristes.

### Cathédrale Notre-Dame
La cathédrale Notre-Dame (XIe – XVe siècles), d'architecture romane et gothique normande, dont des vitraux commémorent la saga de Guillaume le Conquérant, est remarquable pour son grand orgue. On y trouve également la liste des chevaliers qui participèrent à la bataille d'Hastings.

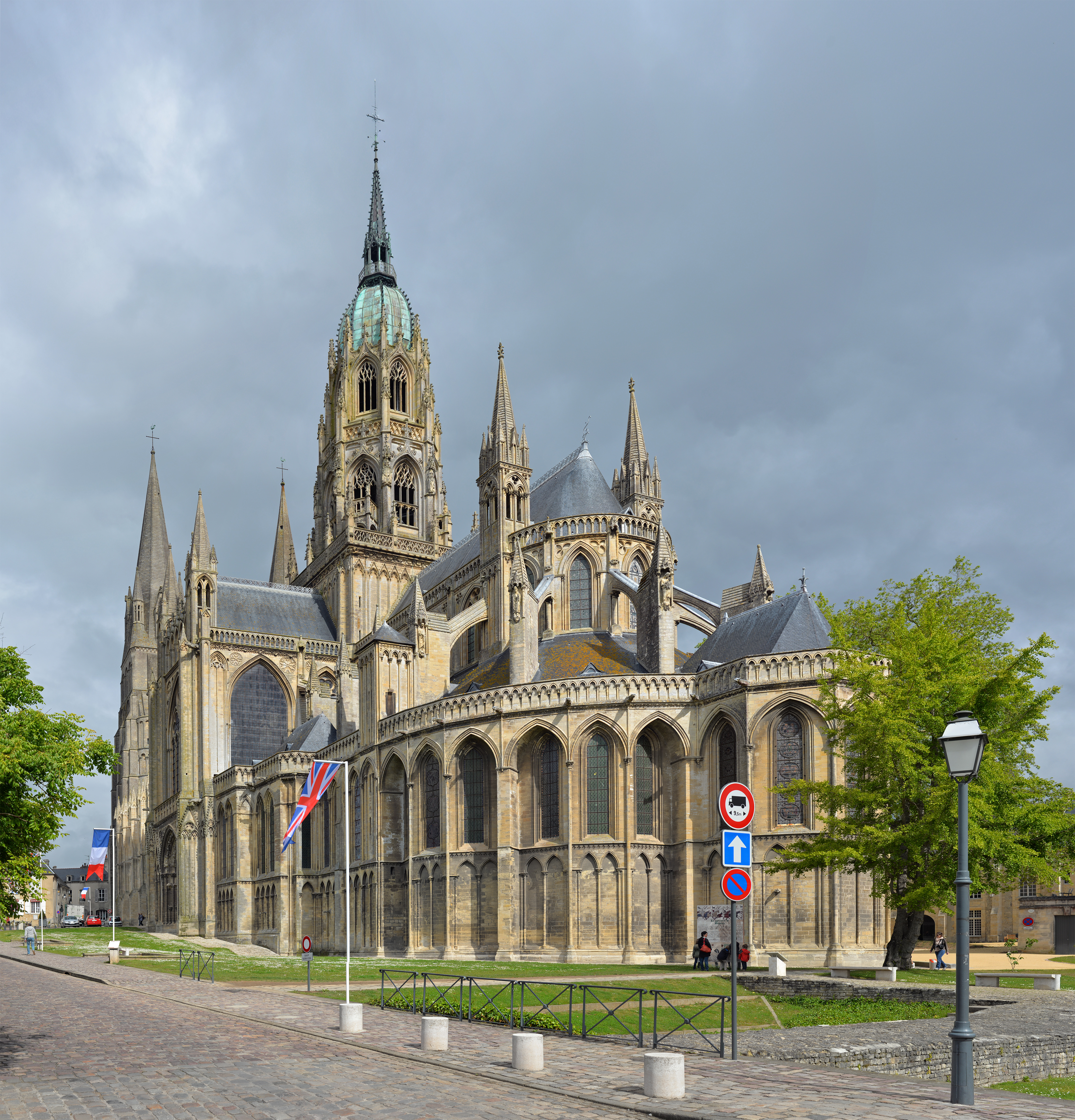
La cathédrale Notre-Dame.
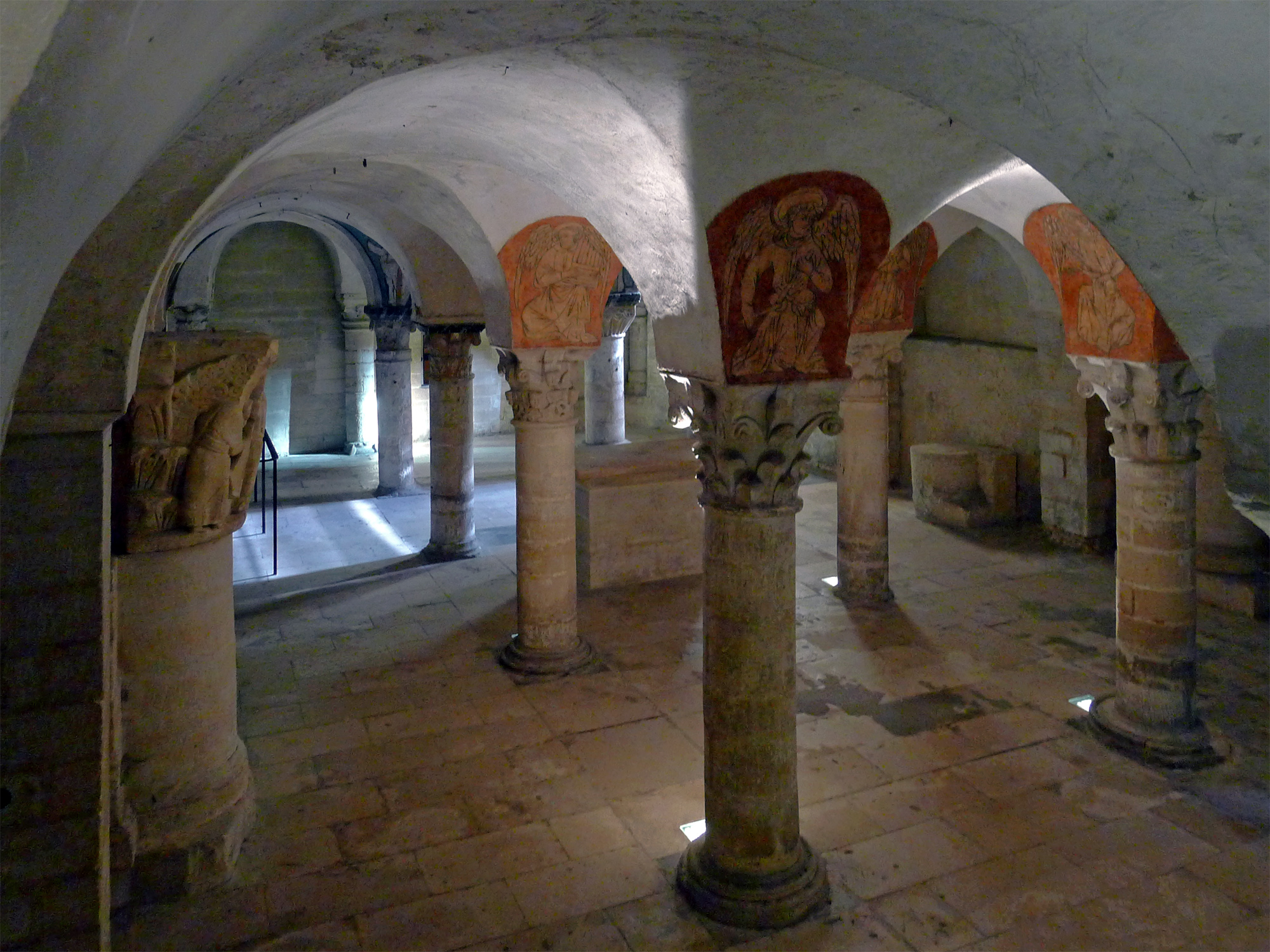
La crypte de la cathédrale.

### L'église Saint-Patrice

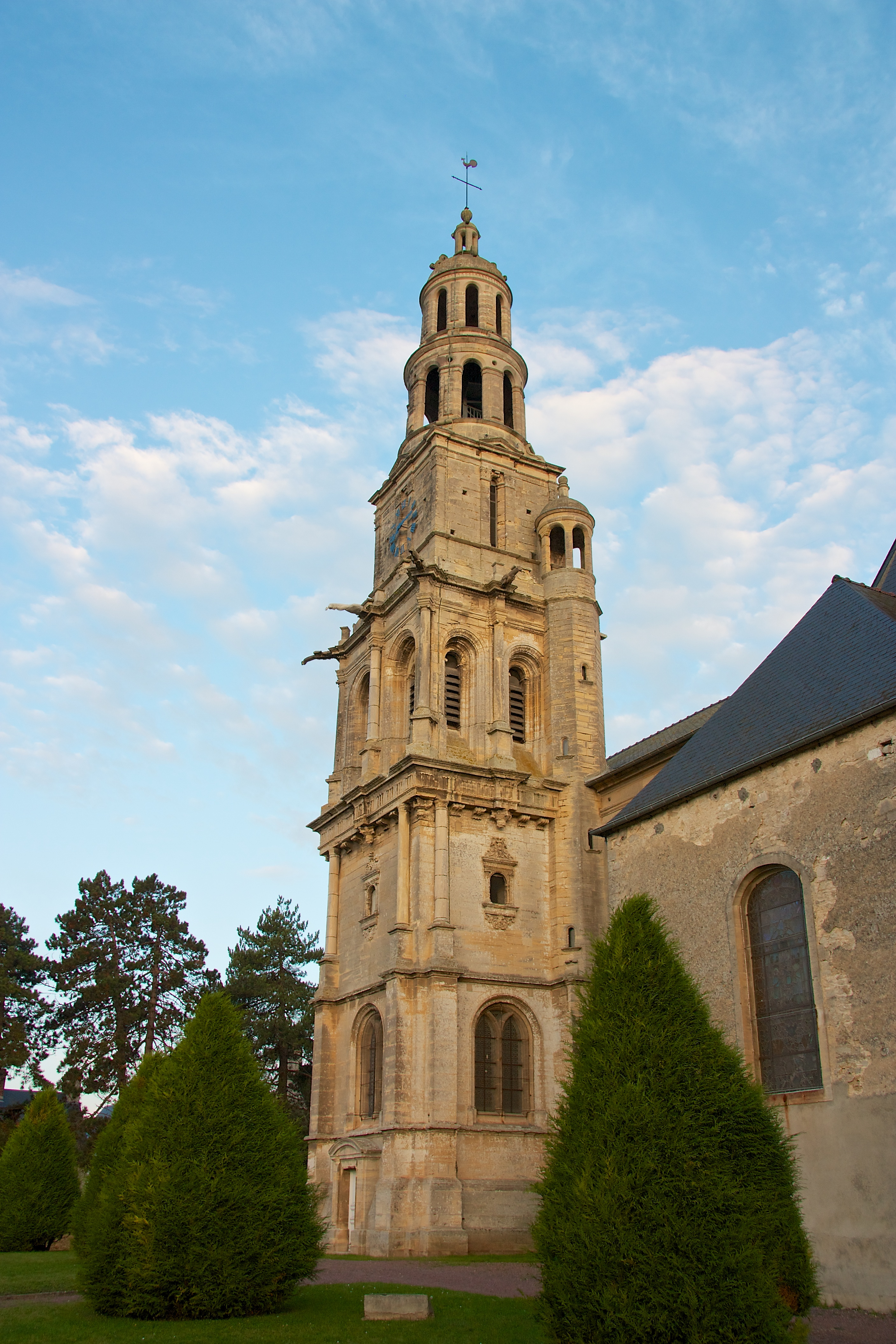
Clocher de l'église Saint-Patrice.

Le clocher de l'église Saint-Patrice est le seul monument d'architecture typiquement Renaissance de Bayeux, elle fut construite de 1544 à 1548 et comprend sept étages.

### Le couvent de la Charité
Le couvent de la Charité est situé 1 rue de Cabourg et rue du marché. Il est créé en 1652 par deux moniales issues du protestantisme afin de « lutter contre la pauvreté, le libertinage et l'hérésie ». Une chapelle est édifiée en 1706-1708. Aujourd'hui le bâtiment abrite la communauté de communes de Bayeux Intercom.

### Le palais épiscopal

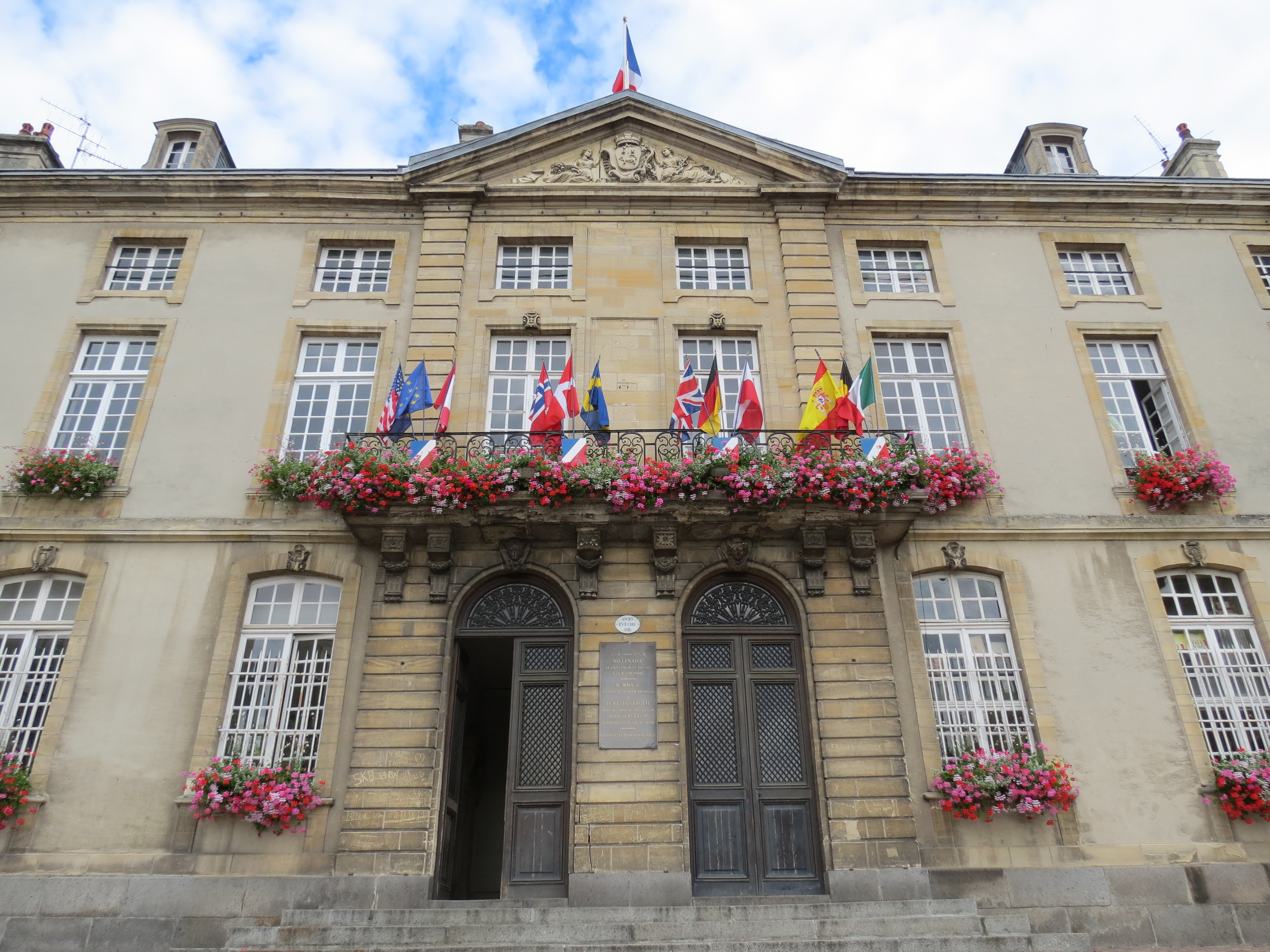
Ancien palais épiscopal, actuel hôtel de ville.

Le palais épiscopal est réalisé sous l'épiscopat de Louis de Canossa (1516-1531). Il abrite aujourd'hui l'hôtel de ville.

### Musée Baron-Gérard
Le musée d'Art et d'Histoire Baron-Gérard qui regroupe une riche collection d'objets d'art et retrace l'histoire de la cité est situé dans l'ancien palais épiscopal, place de la Liberté. On peut y voir entre autres des œuvres de Gustave Caillebotte, Jacques Louis David, Jean-Baptiste Corot, Eugène Boudin, Maurice Utrillo, Kees van Dongen, Maurice de Vlaminck… L'établissement porte depuis 1959 le nom du baron Henri-Alexandre Gérard, donateur de nombreuses œuvres présentées au musée (à ne pas confondre avec François Gérard, peintre néoclassique et député de Bayeux qui était son oncle). Le musée a vocation à retracer l'histoire de Bayeux à travers ses collections d'objets archéologiques, la peinture, les arts graphiques, le mobilier, la porcelaine et la dentelle.

### Musée de la Bataille de Normandie
Le musée mémorial de la Bataille de Normandie retrace les 76 jours qui suivirent le débarquement de Normandie qui furent dramatiques pour la région mais dont l'issue victorieuse pour les Alliés annonça la libération de l'Europe. Ce musée est consacré à la mémoire des combattants qui participèrent aux combats, au fronton, une phrase en latin rappelle qu'en 1944, les Britanniques sont venus libérer leurs vainqueurs de 1066 (bataille d'Hastings).

### Cimetière militaire britannique
Le cimetière militaire britannique de Bayeux est le plus grand cimetière militaire britannique de France. Il accueille 4 648 tombes de soldats des deux camps, dont 3 935 Britanniques, 17 Australiens, 8 Néo-Zélandais, 1 Sud-Africain, 25 Polonais, 3 Français, 2 Tchèques, 2 Italiens, 7 Russes, 466 Allemands et 1 non-identifié. Sur un mémorial sont inscrits les noms de 2 808 soldats disparus : 1 537 Britanniques, 270 Canadiens et 1 Sud-Africain.

### Sous-préfecture
Œuvre de l'architecte départemental Léon Marcotte (1822-1885), la sous-préfecture est bâtie en 1864 sur un terrain faisant face à la place du Château (actuelle place de Gaulle) dans un style classique. Une cour d'honneur précède le bâtiment symétrique flanqué de deux ailes. La nouvelle construction remplace les anciens locaux situés rue de la Maîtrise puis à partir de 1844 dans l'hôtel de Cussy.
Le général de Gaulle, pour son retour en France après quatre années passées en Angleterre, se rendit à la sous-préfecture le 14 juin 1944 après avoir traversé la ville à pied accompagné de Maurice Schumann, reçus par le résistant Guillaume Mercader et une foule enthousiaste. François Coulet, Commissaire de la République pour la Normandie, nomme Raymond Triboulet sous-préfet de Bayeux.

### Hôtels particuliers

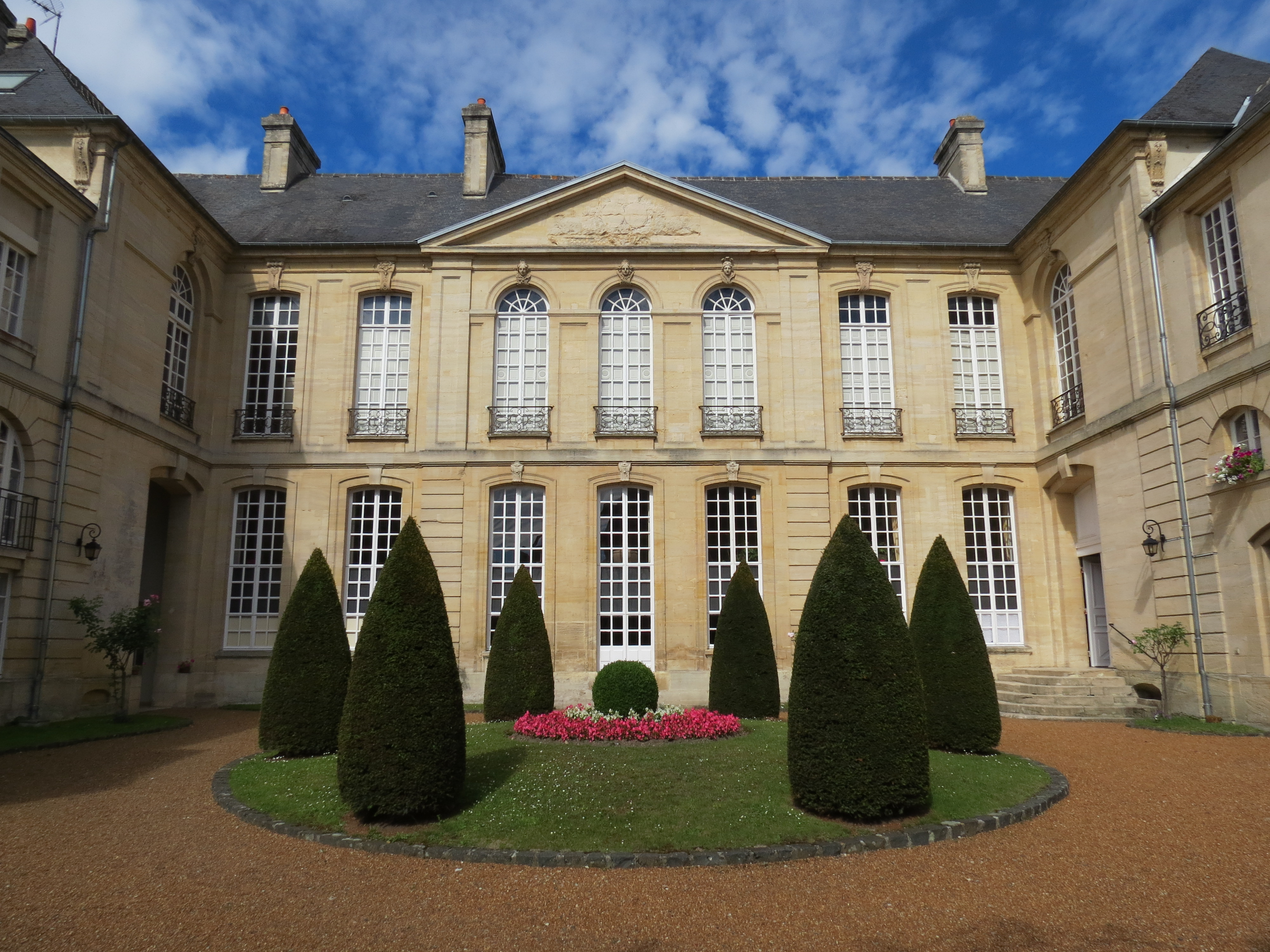
Le démembrement du Parlement de Rouen en 1771 et l'installation d'un camp militaire à Vaux-sur-Seulles en 1778 drainent vers Bayeux des membres de la noblesse de robe et d'épée qui modifient le patrimoine urbain de la ville en faisant construire de nombreux hôtels particuliers (ici celui de Castilly).

Plus de soixante-dix hôtels particuliers sont disséminés dans tout le cœur historique, dont certains datent du XIVe siècle. Parmi les plus remarquables, on peut citer le Grand hôtel d'Argouges, l'hôtel du Croissant (des XVe – XVIe siècles), le manoir d'Argouges Gratot 60 rue Saint-Malo, l'hôtel du Doyen (XVIIIe siècle, reconstruit pour le doyen Louis-François Néel de Christot, il abrite la Tapisserie du début du XXe siècle jusqu'en 1983), hôtel de Rubercy, hôtel de Castilly bâti par Jacques Moussard (1690-1750) dans le style classique, l'hôtel du Gouverneur (XIVe siècle).

### Église Saint-Exupère

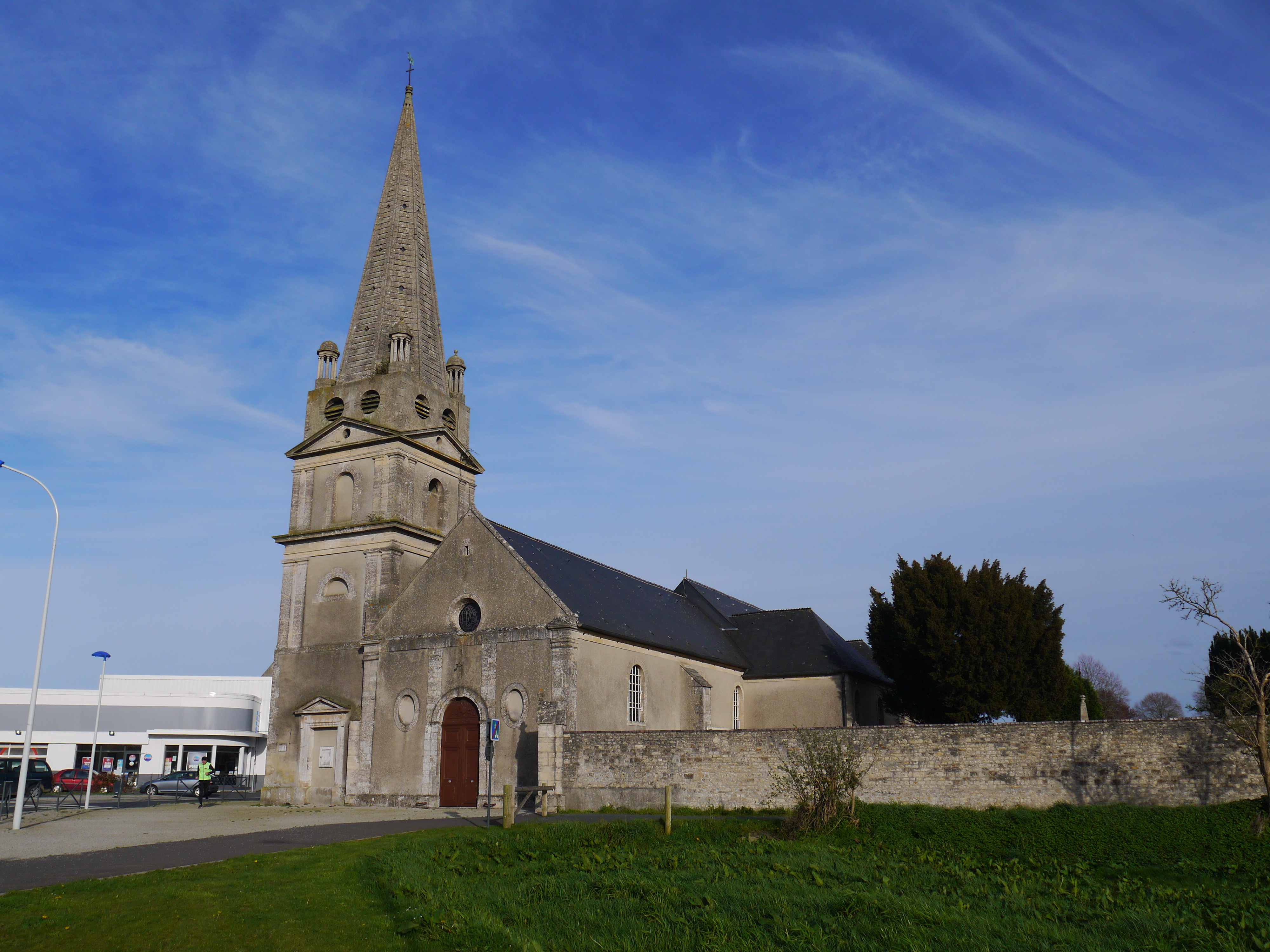
L'église Saint-Exupère.

L'église Saint-Exupère tient son nom du premier évêque de Bayeux. Son origine est très ancienne car elle fut le lieu de sépulture des premiers évêques au Ve siècle (saint Exupère, saint Rufinien, saint Loup, saint Patrice, saint Contest, saint Manvieu, saint Gerbold, saint Frambold, Geretrand). L'édifice actuel date du XIXe siècle et est l'œuvre de l'architecte Louis Édouard Le Forestier de La Forestière. Il est fermé au public.

### Autres bâtiments

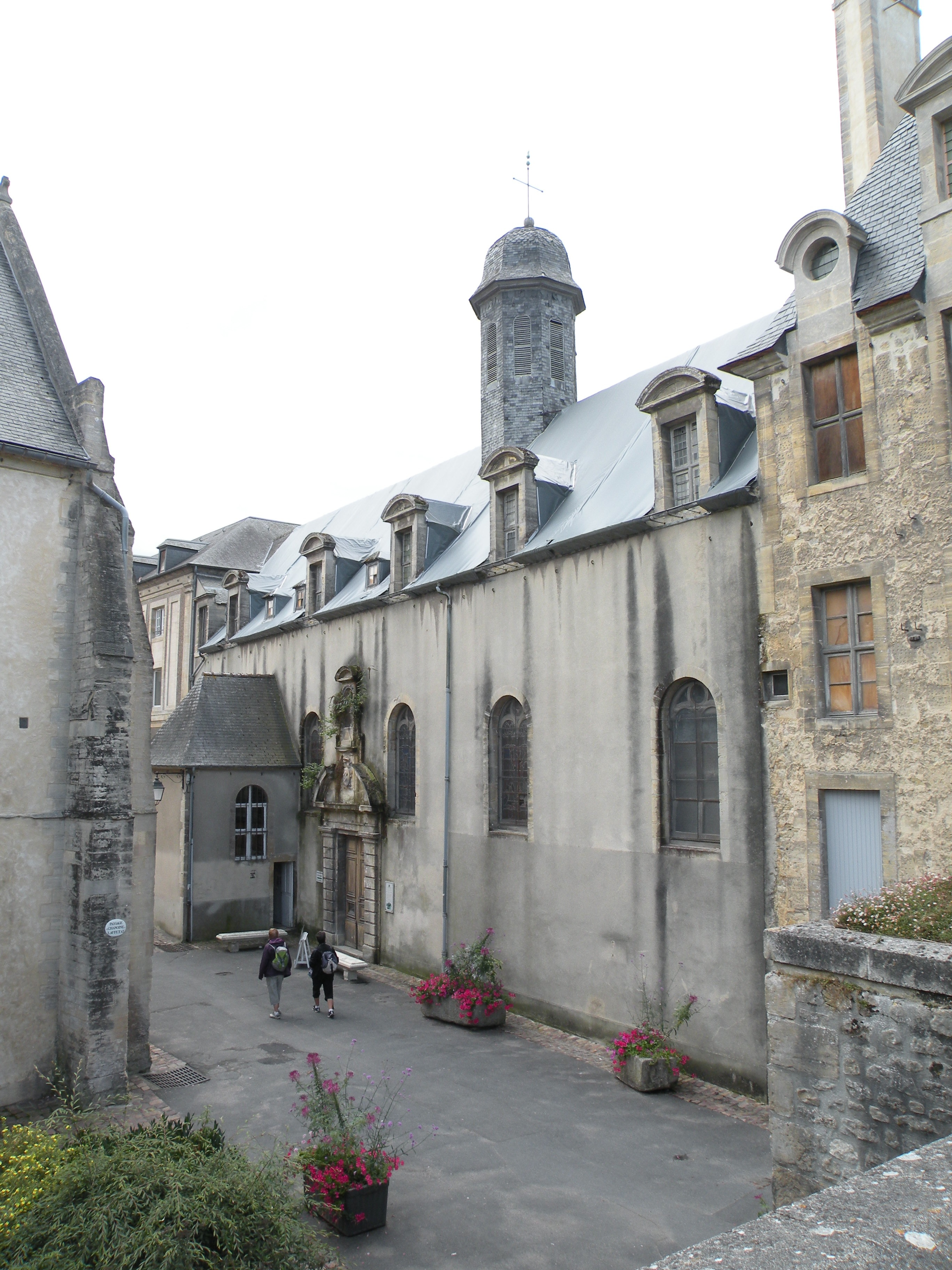
La chapelle des Augustines.

- Le couvent des Augustines, de la fin du XVIIe siècle.
- Le Conservatoire de la dentelle de Bayeux est installé dans l'hôtel du Doyen (ex-évêché). C'est une association créée pour sauvegarder le patrimoine dentellier normand par la pratique et l'enseignement. Exposition permanente.
- Musée d'art diocésain, collection d'objets du culte catholique des XVIIIe et XIXe siècles.
- L'ancienne halle aux poissons, primitivement appuyée contre le rempart ouest, est détruite en 1356 pour le renforcement de l'enceinte et reconstruite (1845-1850) sur l'Aure[92]. Ce pavillon couronné par un lanterneau à claire-voies, abrite depuis avril 1994 (deux mois avant la date du 50e anniversaire du Débarquement) l'office de tourisme[93].
- La maison natale de l'historien et archéologue français Arcisse de Caumont, située 17 rue des Chanoines.
- Le manoir de la Caillerie (XVIIe siècle).

### Sculptures et monuments
- La statue d'Arcisse de Caumont, située à l'intersection du boulevard d'Eindhoven et de la rue Baron Gérard, dans le parc du lycée polyvalent Arcisse de Caumont. Elle est réalisée par Victor-Edmond Leharivel-Durocher et inaugurée en 1876.
- Le monument aux morts de 1870, également appelé monuments aux enfants de l'arrondissement de Bayeux, en bronze, réalisé en 1908 par Arthur Le Duc. Il est situé à l'intersection de la rue de la Poterie, de la rue des Terres et de la rue de Verdun.
- Le monument aux morts de 14-18, réalisé par Eugène Bénet, situé à l'intersection de la rue Saint-Quentin (RD 12B) et de l'avenue de la vallée des prés (RD 6C).
- Place Général-de-Gaulle, stèle commémorative du discours de Charles de Gaulle le 14 juin 1944, ses premières paroles adressées depuis le sol français libéré. C'est sur cette place que se dressait le château de Bayeux détruit au XVIIIe siècle. Au centre de la place est érigée en 1888 une statue-fontaine représentant Poppa de Bayeux. Autour de la place carrée plantée de tilleuls centenaires, on peut voir la sous-préfecture, un monument de reconnaissance à Notre-Dame de Bayeux.
- Le buste de Charlemagne Jean-Delamare, situé dans le jardin public. L'original en bronze réalisé par Pierre Hottin est inauguré en 1880. Il est fondu sous le régime de Vichy, dans le cadre de la mobilisation des métaux non ferreux. Un buste de remplacement en pierre a été installé.
- La statue d'Alain Chartier, située rue du Général-de-Dais. L'originale en bronze, réalisée par Tony Noël est inaugurée le 16 juillet 1898. Elle représentait Chartier tenant une plume dans la main droite et un parchemin dans la main gauche. Une feuille à ses pieds mentionnait quelques-uns de ses écrits. Le 27 janvier 1942, sous le régime de Vichy, elle est fondue dans le cadre de la mobilisation des métaux non ferreux. En 1947, une statue de remplacement, très différente, réalisée en pierre par Émile Morlaix, est installée.
- Le monument de la Libération, situé sur le rond-point de Vaucelles, inauguré le 18 juin 1952. Il est réalisé par Raoul Lamourdedieu. Il représente à gauche les habitants de Bayeux, dont Raymond Triboulet, accueillant le général de Gaulle. A droite, une allégorie de la victoire précède les soldats alliés, sortant des péniches du Débarquement.
- La statue en bronze de Marie-Catherine de Saint-Augustin, réalisée par Jules Lasalle, inaugurée place de Québec en 1990.
- La statue en bronze du général Dwight D. Eisenhower réalisée par Robert Lee Dean, située sur le rond-point Eisenhower. Elle est inaugurée le 5 juin 1994 par sa petite-fille Susan Eisenhower (en). Une statue identique est installée près de l'ambassade des États-Unis au Royaume-Uni à Londres.
- La statue Libertad réalisée par Claude Quiesse, inaugurée sur le rond-point Guillaume Mercader en 2013.

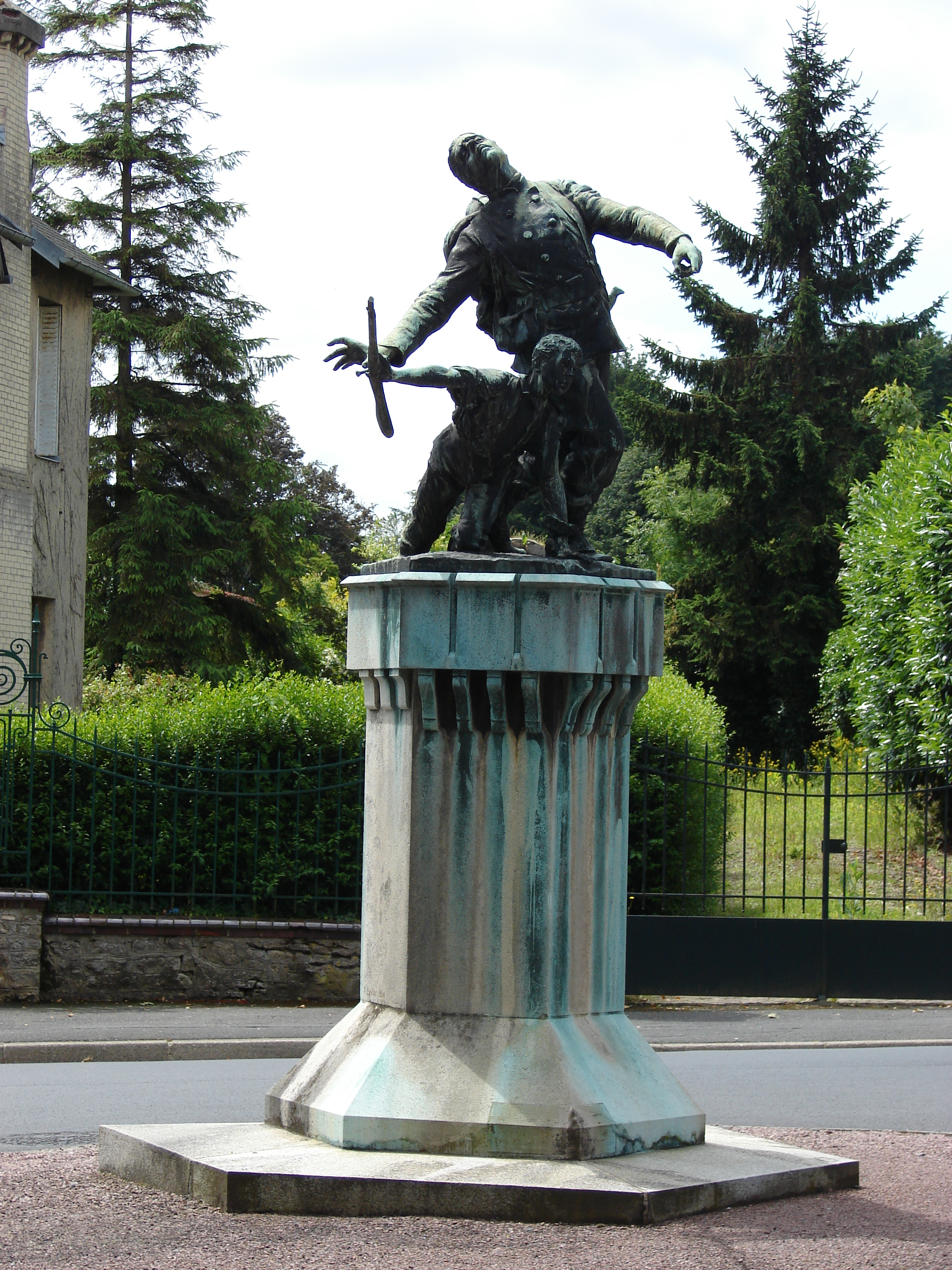
Monument aux morts de 1870 d'Arthur Le Duc.
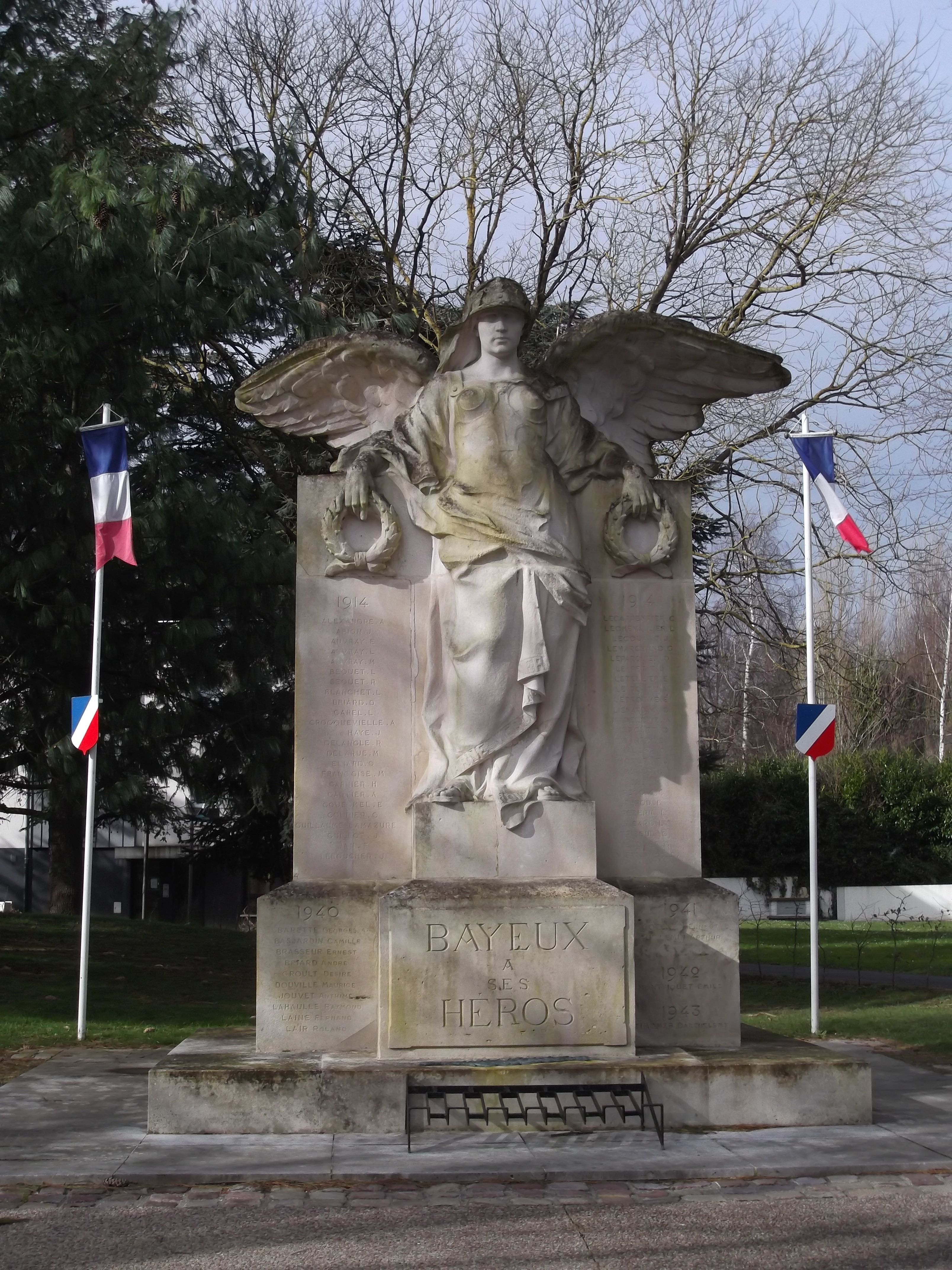
Monument aux morts de 14-18 d'Eugène Bénet.
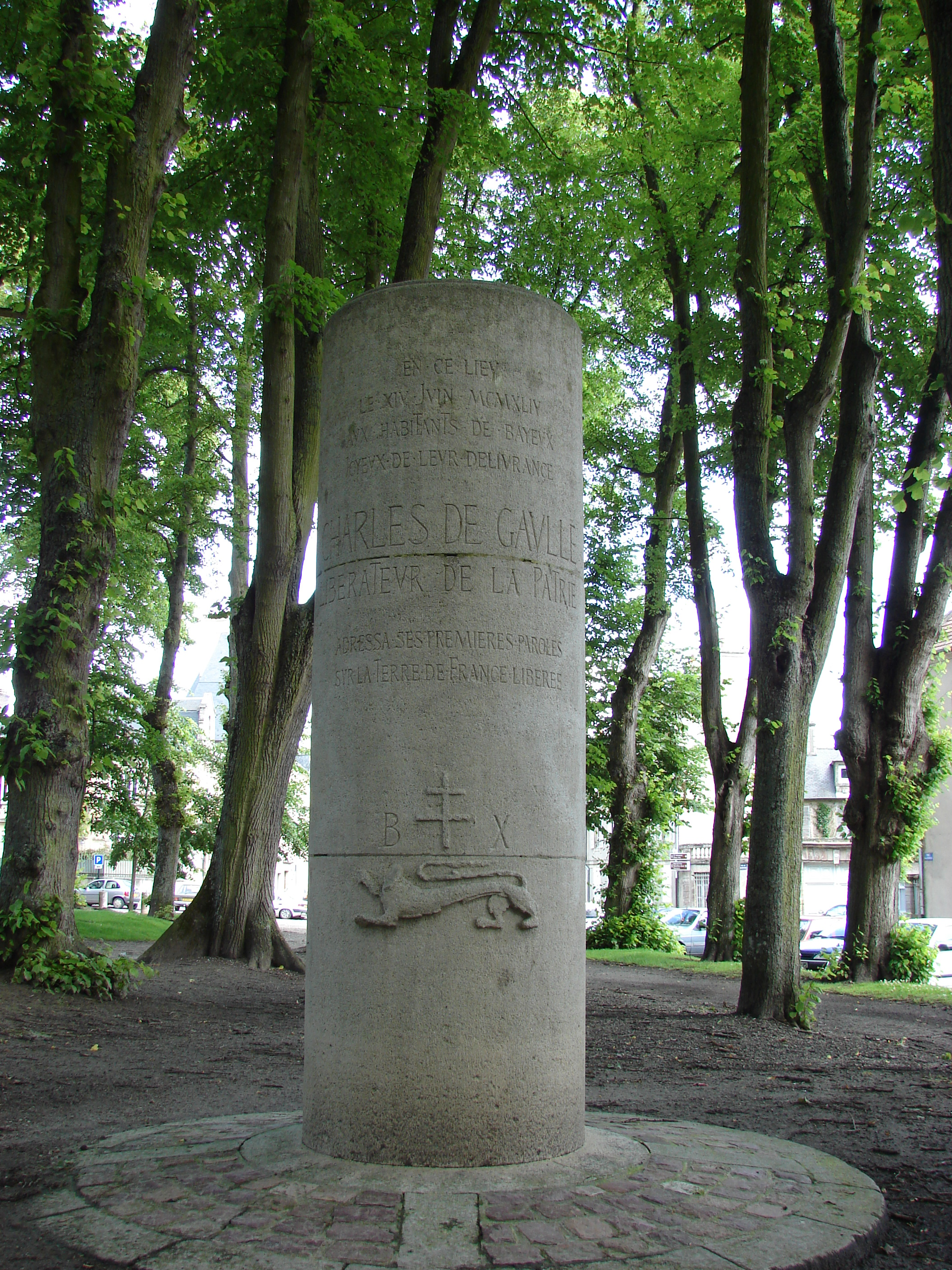
Colonne du 14 juin 1944.
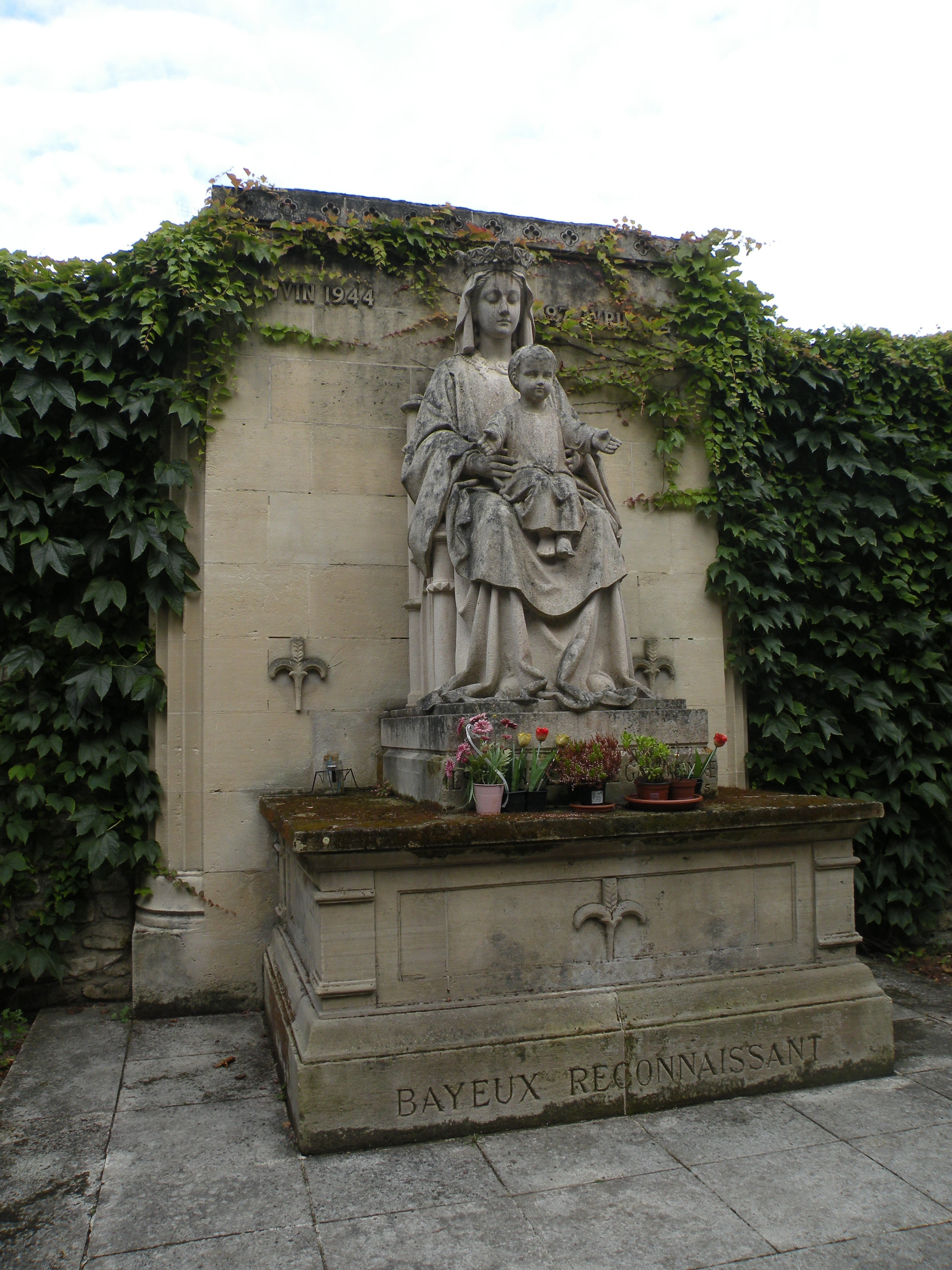
Bayeux reconnaissant.
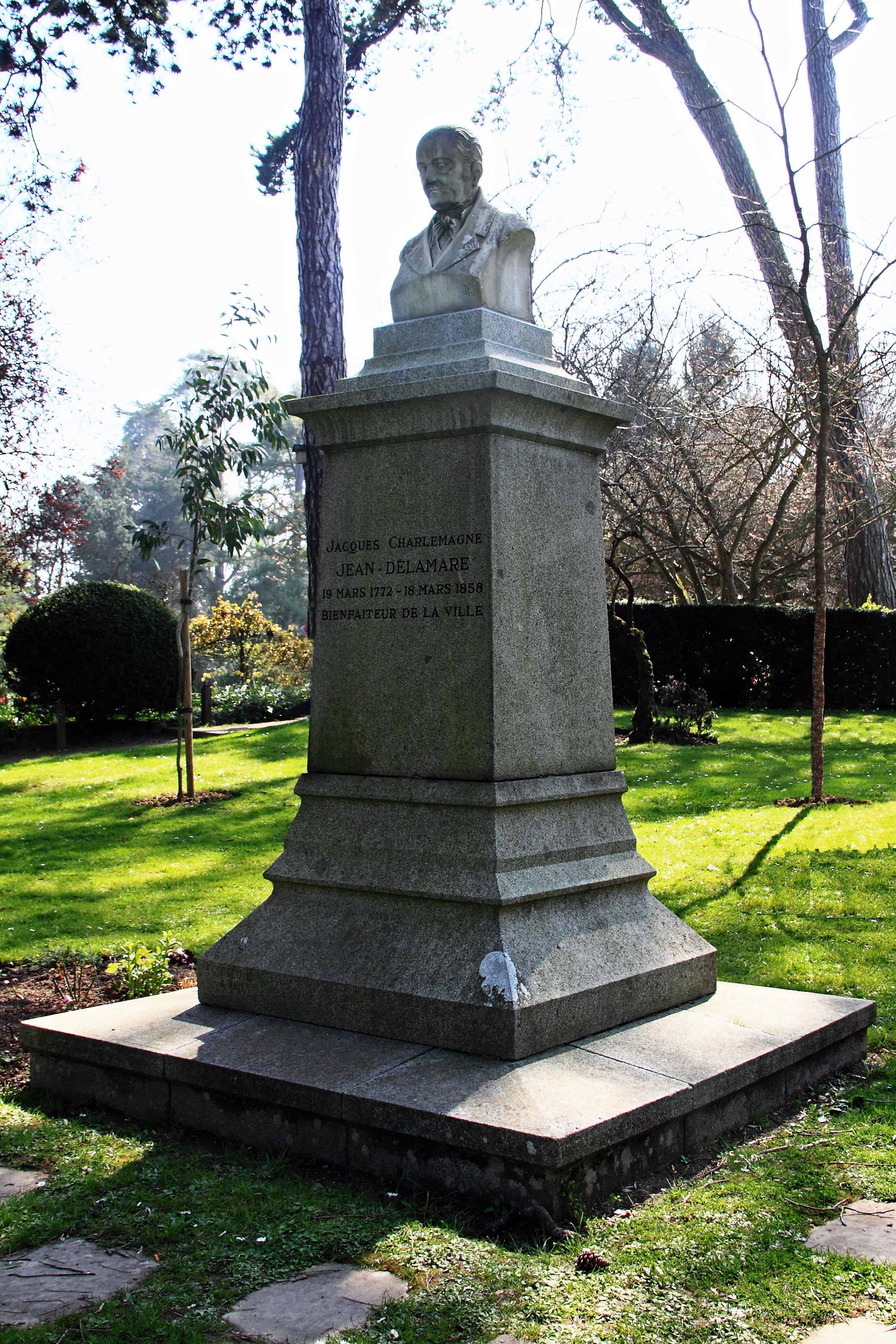
Buste de Charlemagne Jean-Delamare.
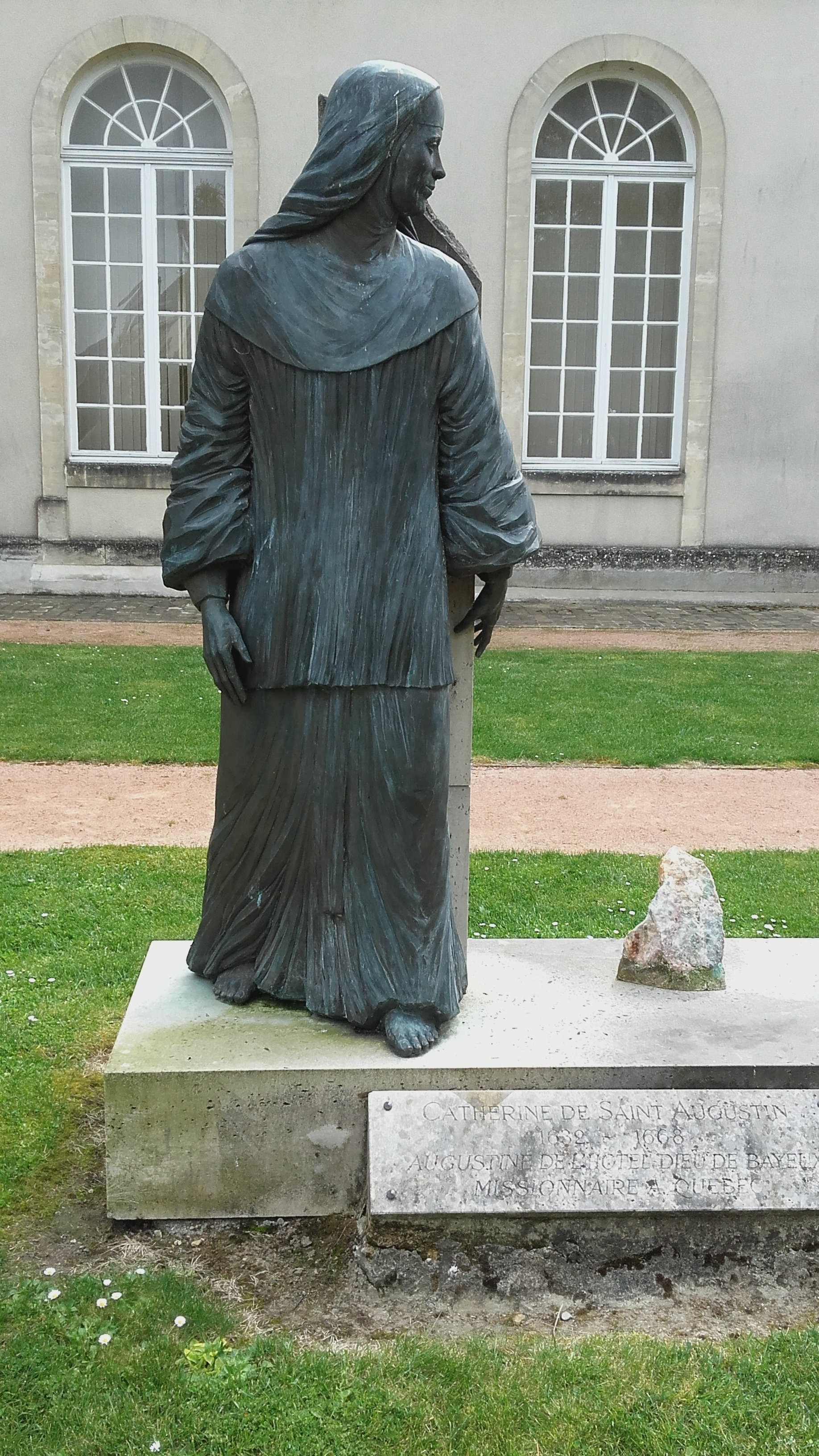
Statue de Marie-Catherine de Saint-Augustin.
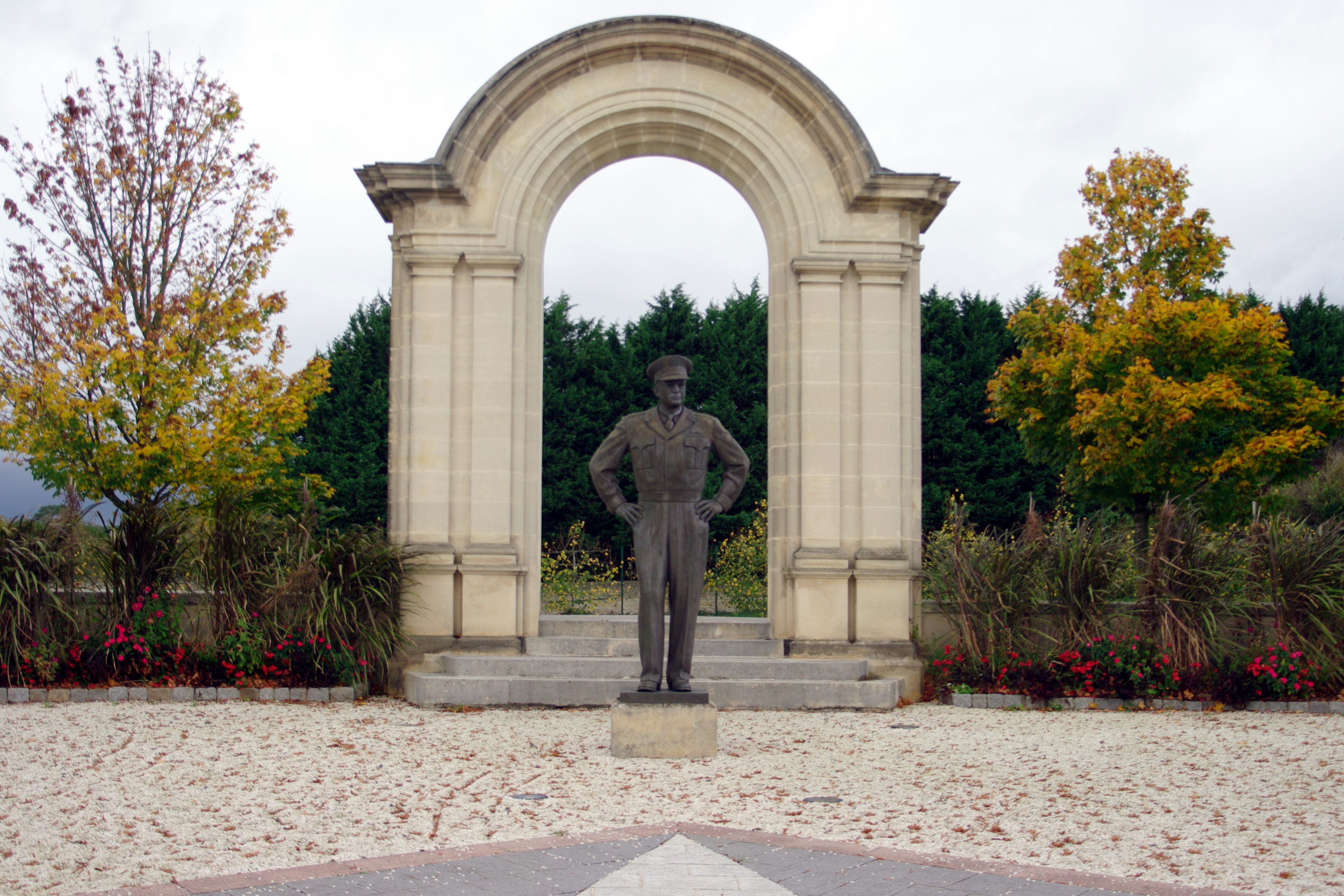
Mémorial en hommage au général Dwight D. Eisenhower.

## Patrimoine disparu
- Les thermes gallo-romains. Au XIXe siècle, des briques appartenant à un système de chauffage (hypocauste) et des bassins ont été mis au jour à l'occasion de travaux de construction rue Laitière[94]. Un autre bâtiment thermal datant du IIe siècle d'environ mille mètres carrés existait au nord de la cité à proximité de l'Aure (sous l'actuelle église Saint-Laurent). Des fouilles ont permis la découverte d'une tête sculptée de Minerve, aujourd'hui conservée au musée Baron-Gérard[95].
- Les remparts de l'enceinte fortifiée. Même s'il reste encore quelques vestiges visibles de l'enceinte fortifiée qui entourait la cité, les remparts ont été largement démantelés au cours du XVIIIe siècle. Érigés au IIIe siècle, ils étaient destinés à protéger la cité des invasions barbares.
- Le château de Bayeux. L'édifice s'élevait sur l'actuelle place De Gaulle, anciennement appelée place du Château. Il s'agissait d'un château médiéval bâti selon la tradition sous le règne de Richard Ier de Normandie au Xe siècle[96]. Il est démantelé à partir de 1773 sur ordre de Louis XVI.
- Plusieurs églises bâties à Bayeux ont disparu au cours des siècles : Saint-Ouen-du-Château démolie de 1796 à 1803 (place De Gaulle, ancienne chapelle du château), église Sainte-Suzanne, église Notre-Dame-de-la-Poterie, église Saint-Vigor-le-Petit ou Saint-Vigoret (détruite en 1795), église Saint-Martin (détruite lors de la Révolution), église de la Madeleine (où fut enterré Gilles de Caux de Montlebert), église Saint-Sauveur et Saint-Nicolas, église Saint-Malo du nom du saint breton et où fut enterré l'abbé Béziers, auteur d'une Histoire sommaire de la ville de Bayeux[97].

## Économie
Le territoire de l'agglomération comprend six zones d'activités. Trois sont implantées sur la commune : Zone de la Résistance (37 hectares); zone de la route de Caen (10 ha), Parc Ouest (5,3 ha), ce dernier est réservé aux entreprises du secteur tertiaire. Le parc de Nonant (8 ha) et la ZAC des Lonchamps (35 ha) sont situés à proximité de la ville.
Les secteurs d'activité principaux sont :
- Agro-alimentaire ;
  - Frial, (plats surgelés) à Saint-Martin-des-Entrées, 400 employés,
  - Lactalis, 280 employés,
  - Prodis Boissons (commerce de gros de boissons), 180 employés,
  - cidrerie Viard.
- santé (Hôpitaux) : 1 000 employés ;
- banque (LCL Le Crédit Lyonnais, 480 employés) ;
- industrie ;
  - Etamic, 125 employés,
  - SNEC, 115 employés,
- Piercan, 90 employés.
- tourisme : Bayeux est dénommée « commune touristique » depuis mai 2011[98].

L'usine Moulinex a fermé en octobre 2001, elle employait 441 personnes.
Le premier supermarché de l'enseigne Champion a ouvert en 1969 à Bayeux.
Taux de chômage (2009) : 14,2 %.
La commune se situe dans la zone géographique des appellations d'origine protégée (AOP) Beurre d'Isigny et Crème d'Isigny.

## Personnalités liées à la commune

### Religieux
- Saint Exupère, évêque de Bayeux.

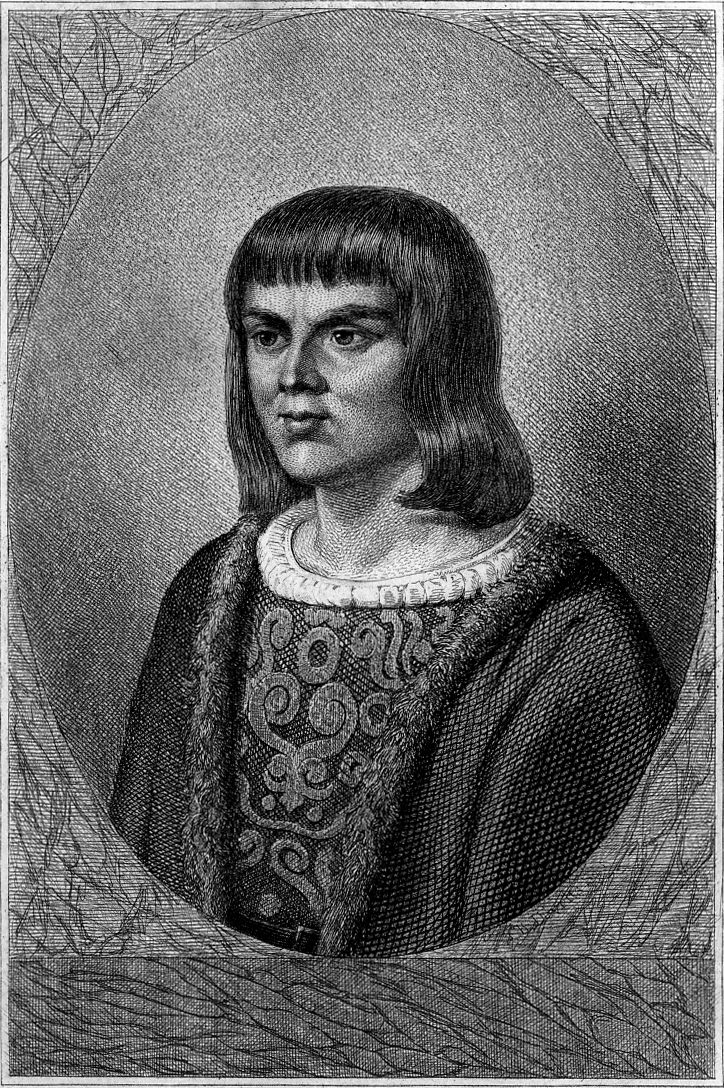
Alain Chartier
(1385-1449).

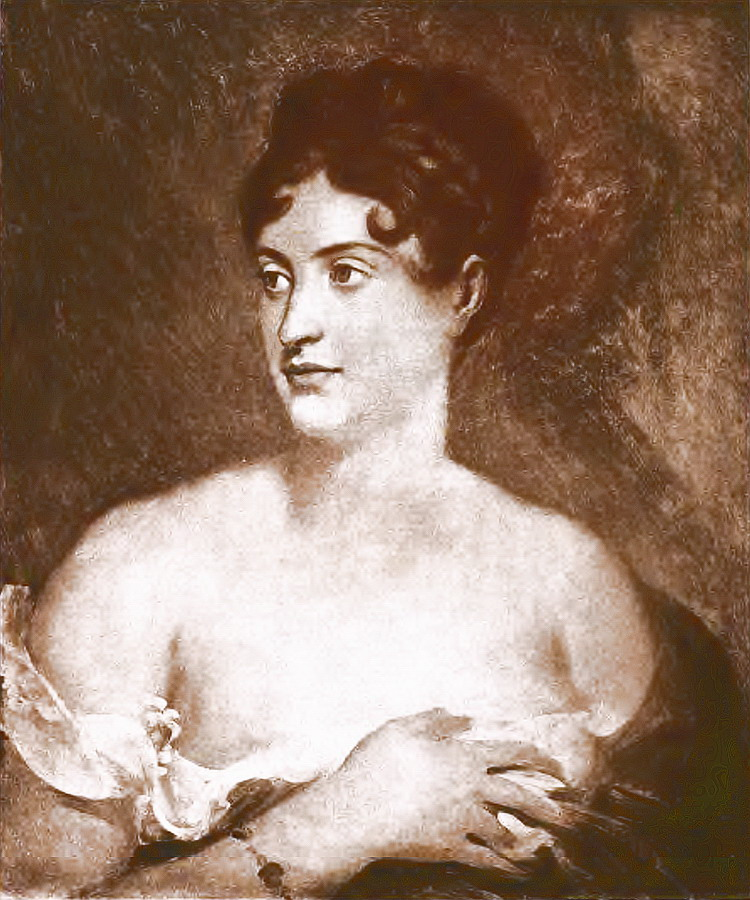
Mademoiselle George (1787-1867).

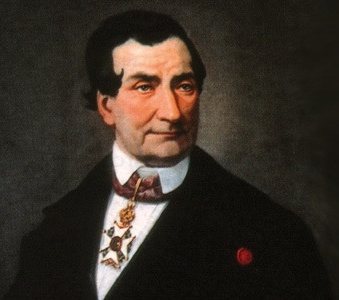
Arcisse de Caumont
(1801-1873).

- Saint Marcoult, (v. 483-558), religieux, né à Bayeux[101].
- Vigor de Bayeux, évêque de Bayeux de 513 à 537.
- Aquilin d'Évreux (620-690 ou 695), évêque d'Évreux.
- Évroult d'Ouche, (627-706) religieux.
- Ranulphe de Bayeux, (?-1085), abbé du Mont Saint-Michel de 1063 à 1085.
- Thomas de Bayeux, archevêque d'York de 1070 à 1100.
- Pierre de Lévis-Mirepoix (?-1330), prélat.
- Jean II de Vienne dit Hennebert (?-1351), prélat.
- Guillaume Chartier, (mort en 1472), évêque de Paris de 1447 à 1472.
- François Feuardent (1539-1610), prédicateur.
- Jean de Brébeuf (1593-1649), prêtre jésuite et missionnaire.
- Jean Chartier, historiographe, moine de l'abbaye de Saint-Denis, historiographe de Charles VII.
- Pierre Du Bosc (1623-1692), prédicateur.
- Laurent-Michel Eon de Cély (1735-1815), ecclésiastique, dernier évêque d'Apt.
- Étienne-Jean-François Le Herpeur (1797-1858), premier évêque de Fort-de-France et Saint-Pierre.
- Eugène Vintras (1807-1875), fondateur de secte.

### Écrivains et philosophes
- Alain Chartier (1392-1430), homme politique et poète.
- Pierre Halley, (1611-1689), poète.
- Gilles de Caux de Montlebert (vers 1682-1733), poète et dramaturge.
- François-André-Adrien Pluquet (1716-1790), philosophe et historien, professeur au collège de France.
- Gustave Desnoiresterres (1817-1892), dramaturge, historien de la littérature, journaliste et romancier.
- Jean Bertot (1856-1934), poète, journaliste, architecte et chansonnier.
- Raymond Thamin, (1857-1933), philosophe.
- Roger Bésus (1915-1994), sculpteur et écrivain.
- Nicolas Saudray (1942-), haut fonctionnaire et écrivain.
- Gérard Pouchain, (1943-), historien et auteur.
- Jean-Christophe Attias, (1958-), universitaire et intellectuel.
- Jean-Noël Levavasseur (1965-), journaliste et écrivain.
- Muriel Barbery[102] (1969-), écrivain.
- Denis Bajram (1970-), auteur de bande dessinée.
- Valérie Mangin (1973-), chartiste, scénariste.
- Xavier Coste, (1989-), auteur de bande dessinée.

### Peintres, graveurs
- Joachim Rupalley (1718-1780) peintre.
- Gabriel-Narcisse Rupalley (1745-1799), peintre.
- Robert Lefèvre (1755-1830), peintre.
- François de Caumont (1768-1848), dessinateur et artiste-peintre.
- Thomas-Casimir Regnault (1823-1875), graveur.
- Aymar Pezant (1846-1916), peintre.
- Alfred Georges Regner, (1902-1987), peintre; graveur.

### Musiciens

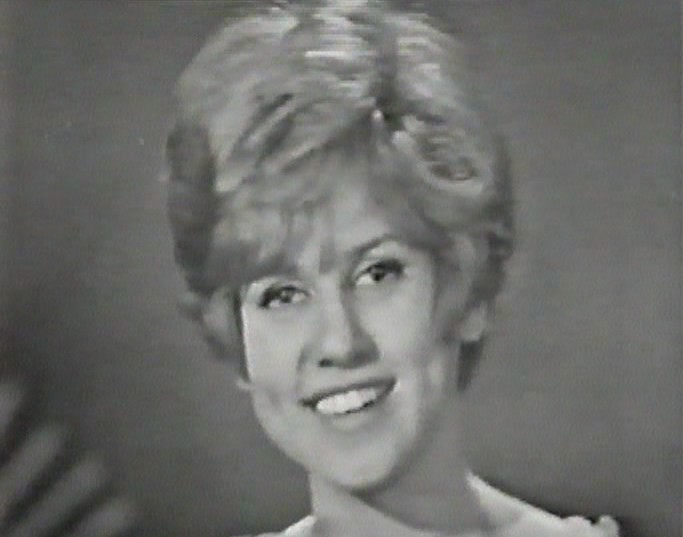
Marjorie Noël au Concours Eurovision de la chanson 1965.

- Alfred Lair de Beauvais (1820-1869), organiste et compositeur.
- Léon Le Cieux (1821-1873), violoniste.
- Marjorie Noël (1945-2000), chanteuse.
- Ludivine Issambourg, compositrice et flûtiste.

### Théâtre et cinéma
- Mademoiselle George (1787-1867), actrice et maîtresse de Napoléon.
- Jean Grémillon (1901-1959), réalisateur.
- Magali Clément (?-2008), actrice et réalisatrice.
- Philippe Lopes-Curval (1951-), scénariste.

### Scientifiques
- Raoul-Adrien Fréard du Castel, (1696-1766), géomètre.
- Pierre Charles Le Monnier (1715-1799), astronome.
- Frédéric Pluquet (1781-1831), chimiste et antiquaire.
- Théodore Labbey (1804-1873), médecin.

### Sportifs
- Yvan Mainini, (1944-2018), dirigeant de basketball.
- Michel Coroller, (1949-), cycliste.
- Éric Navet (1959-), cavalier, médaillé olympique.
- Lionel Lemonchois (1960-), navigateur.
- Bruno Ruffray (1965-), arbitre de football.
- Franck Dumas (1968-), footballeur et entraîneur du stade Malherbe de Caen.
- Damien Letulle (1973-), archer.
- Frédéric Denis (1975-), athlète.
- Frédéric Née (1975-), footballeur.
- Damien Derobert (1981-), duathlète.
- Guillaume Malle (1985-), cycliste.
- Kévin Vauquelin (2001-), cycliste.

### Politiciens
- Jean-François Philippe-Delleville (1740-1828), politicien.
- François Letellier (1740-1812), homme politique né et décédé à Bayeux, député du Calvados de 1805 à 1810.
- François Leboucher des Longpares (1750-1835), député du Calvados.
- Bon-Claude Cahier de Gerville (1751-1796), ministre pendant la Révolution française.
- Gabriel Moulland (1756-1823), député au Conseil des Anciens.
- Auguste Philippe-Delleville (1770-1841), homme politique né à Bayeux, député du Finistère.
- Alexandre Tardif (1776-1863), industriel et député du Calvados.
- Jean-Philippe-Aymar d'Albignac (1782-1823), général et gentilhomme du roi.
- Charles Gourdier-Deshameaux (1787-1847), député du Calvados.
- Alexandre Douesnel-Dubosq (1798-1877), député du Calvados.
- Louis Joret des Closières (1821-1878), député du Calvados.
- Lucien Pillet Desjardins (1831-1894), député du Calvados.
- Jean Collin (1924-1993), homme politique sénégalais.
- Jean-Léonce Dupont (1955-), sénateur et ancien maire.

### Divers

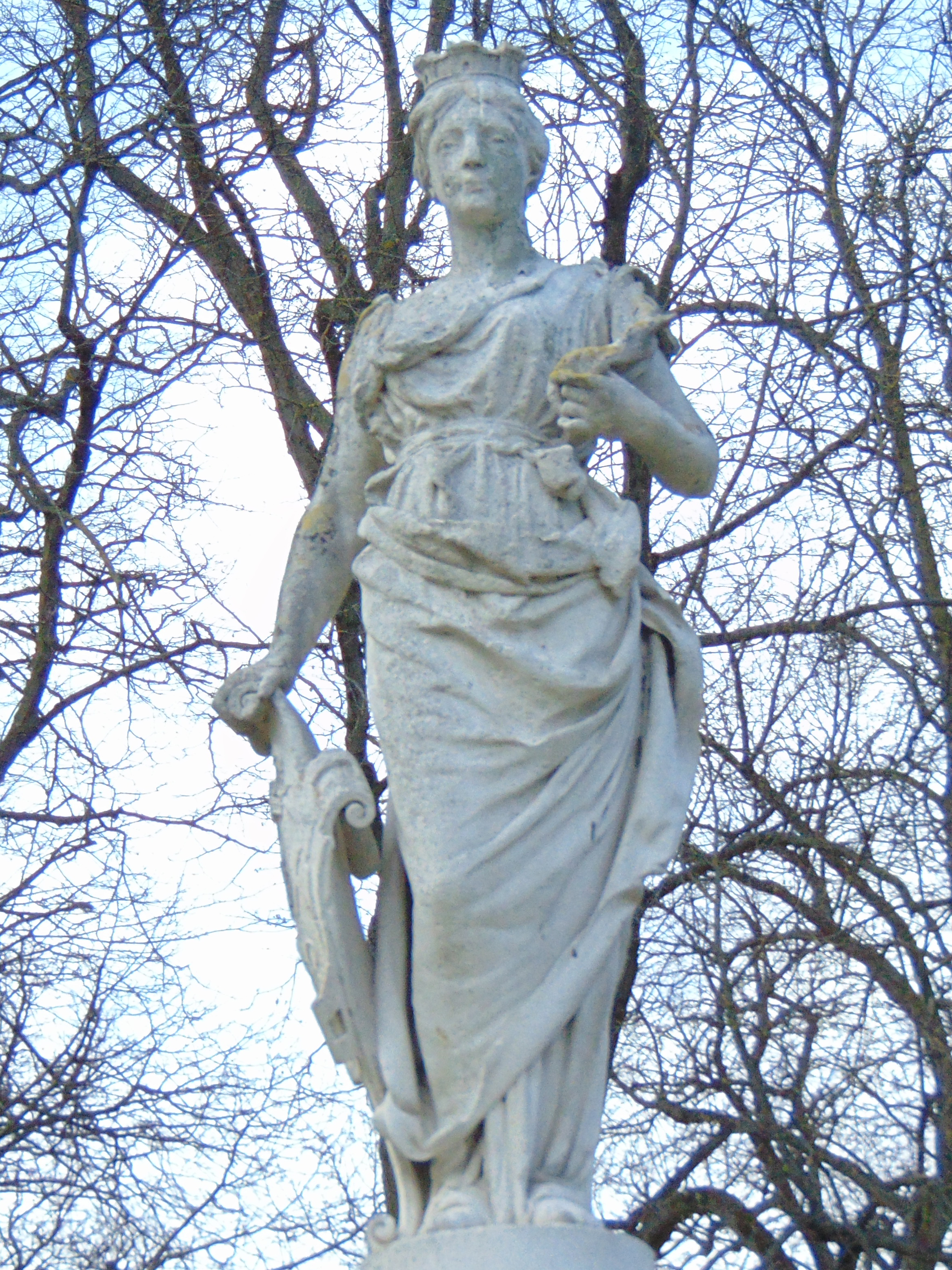
Statue de Poppa de Bayeux, place De Gaulle.

- Béranger de Bayeux, comte de Bayeux, mort en 896.
- Poppa de Bayeux, fille de Bérenger de Bayeux, épouse de Rollon.
- Joseph Hervé Jean Le Roy de Préval (1737-1813), général d'Empire.
- Georges Félix de Wimpffen, (1744-1814), général d'Empire, mort à Bayeux.
- François Laquet (1760-1813), général d'Empire.
- Édouard Lair de Beauvais (1790-1851), architecte.
- Arcisse de Caumont (1801-1873), archéologue.
- Georges Tabouis (1867-1958), général de division.
- Marcel Guillaume (1872-1963), commissaire de police.
- Bernard Edeine (1908-1999), archéologue et ethnologue.
- Guillaume Mercader (1914-2008), résistant.
- Pierre Desprairies (1921-2019), haut fonctionnaire.
- Jacqueline Ventura (1931-2017), actrice.
- Pierre Gouhier (1937-2012), historien.
- Adeline Keil, (1979-), photographe.

### Personnages homonymes
- Mathieu Bayeux, dit Bayeux ainé, (1692-1777), inspecteur général des ponts et chaussées.
- Guillaume Bayeux (mort en 1762), son frère, inspecteur général des ponts et chaussées.

## Héraldique, logotype
| Blason de Bayeux | Blason  | De gueules au léopard d'or surmonté à dextre d'un B et à senestre d'un X du même. |
| Blason de Bayeux | Détails | Le léopard d'or des armoiries de Bayeux rappelle les armoiries de la Normandie. Le logo de la ville, présenté en 2015, remplace le précédent logotype créé en 1997 et qui représentait l'arbre de la Tapisserie, avec le slogan « La qualité a ses racines ». Il reprend les lettres « B » et « X » des armoiries de la ville, des éléments issus de la Tapisserie de Bayeux (voiles des navires, boucliers des chevaliers) et le « violet de Bayeux », couleur produite par les marchands de couleurs Lefranc & Bourgeois pour désigner une des premières peintures vinyliques mises sur le marché au début du XXe siècle,. Le statut officiel du blason reste à déterminer. |